# Chronological Classics
Chronological Classics est une série d'albums publiée par le label discographique français Classics Records.

## Histoire
La série est créée en décembre 1989 par Gilles Pétard et consacrée aux pionniers du jazz. Le projet consiste à éditer en CD des monographies consacrées aux musiciens et chanteurs de jazz des années 1920 aux années 1950. Seuls sont retenus les enregistrements en studio, pressés principalement en 78 tours. L'édition, faite de manière chronologique, permet d'avoir une vision d'ensemble de la carrière d'un artiste ou d'un groupe. Ce sont aussi bien de grandes stars tels Louis Armstrong, Cab Calloway, Duke Ellington, Ella Fitzgerald ou Fats Waller, que des musiciens moins connus du grand public comme Johnny Dodds, Mezz Mezzrow ou les confidentiels McKinney's Cotton Pickers par exemple.
Le même label, Classics Records, édite, à partir de 2001, la collection Classics Rhythm and Blues Series consacrée, comme son nom l'indique, au rhythm and blues. Le catalogue est distribué par la maison de disque Abeille Musique mais celle-ci cesse son activité en 2014.
En 1990, Gilles Pétard a également appliqué ce principe de compilation et d'édition chronologique exigeant à la chanson française avec les Disques Chansophone. C'est également lui qui initie le label L'Art Vocal consacré, à partir de 1990 toujours, aux grandes voix du jazz.

## Discographie

### The Chronological Classics Series: 500-599
- 1990 - The Chronological Classics: Ella Fitzgerald 1935-1937 (Classics Records, 500)[3]
- 1990 - The Chronological Classics: Jimmie Lunceford and His Orchestra 1930-1934 (Classics Records, 501)
- 1990 - The Chronological Classics: Chick Webb and His Orchestra 1929-1934 (Classics Records, 502)
- 1990 - The Chronological Classics: Count Basie and His Orchestra 1936-1938 (Classics Records, 503)
- 1990 - The Chronological Classics: Count Basie and His Orchestra 1938-1939 (Classics Records, 504)
- 1990 - The Chronological Classics: Jimmie Lunceford and His Orchestra 1934-1935 (Classics Records, 505)
- 1990 - The Chronological Classics: Ella Fitzgerald 1937-1938 (Classics Records, 506)
- 1990 - The Chronological Classics: Art Tatum 1932-1934 (Classics Records, 507)
- 1990 - The Chronological Classics: Teddy Wilson and His Orchestra 1934-1935 (Classics Records, 508)
- 1990 - The Chronological Classics: Louis Armstrong and His Orchestra 1934-1936 (Classics Records, 509) (10)
- 1990 - The Chronological Classics: Jimmie Lunceford and His Orchestra 1935-1937 (Classics Records, 510)
- 1990 - The Chronological Classics: Teddy Wilson and His Orchestra 1935-1936 (Classics Records, 511)
- 1990 - The Chronological Classics: Louis Armstrong and His Orchestra 1936-1937 (Classics Records, 512)
- 1990 - The Chronological Classics: Count Basie and His Orchestra 1939 (Classics Records, 513)
- 1990 - The Chronological Classics: Earl Hines and His Orchestra 1932-1934 (Classics Records, 514)
- 1990 - The Chronological Classics: Louis Armstrong and His Orchestra 1937-1938 (Classics Records, 515)
- 1990 - The Chronological Classics: Cab Calloway and His Orchestra 1930-1931 (Classics Records, 516)
- 1990 - The Chronological Classics: Chick Webb and His Orchestra 1935-1938 (Classics Records, 517)
- 1990 - The Chronological Classics: Ella Fitzgerald 1938-1939 (Classics Records, 518)
- 1990 - The Chronological Classics: Fletcher Henderson and His Orchestra 1937-1938 (Classics Records, 519) (20)
- 1990 - The Chronological Classics: Jimmie Lunceford and His Orchestra 1937-1939 (Classics Records, 520)
- 1990 - The Chronological Classics: Teddy Wilson and His Orchestra 1936-1937 (Classics Records, 521)
- 1990 - The Chronological Classics: Benny Carter and His Orchestra 1929-1933 (Classics Records, 522)
- 1990 - The Chronological Classics: Louis Armstrong and His Orchestra 1938-1939 (Classics Records, 523)
- 1990 - The Chronological Classics: Lionel Hampton and His Orchestra 1937-1938 (Classics Records, 524)
- 1990 - The Chronological Classics: Ella Fitzgerald 1939 (Classics Records, 525)
- 1990 - The Chronological Classics: Cab Calloway and His Orchestra 1931-1932 (Classics Records, 526)
- 1990 - The Chronological Classics: Fletcher Henderson and His Orchestra 1934-1937 (Classics Records, 527)
- 1990 - The Chronological Classics: Earl Hines and His Orchestra 1934-1937 (Classics Records, 528)
- 1990 - The Chronological Classics: Louis Armstrong and His Orchestra 1932-1933 (Classics Records, 529) (30)
- 1990 - The Chronological Classics: Benny Carter and His Orchestra 1933-1936 (Classics Records, 530)
- 1990 - The Chronological Classics: Teddy Wilson and His Orchestra 1937 (Classics Records, 531)
- 1990 - The Chronological Classics: Jimmie Lunceford and His Orchestra 1939 (Classics Records, 532)
- 1990 - The Chronological Classics: Count Basie and His Orchestra 1939, Vol. 2 (Classics Records, 533)
- 1990 - The Chronological Classics: Lionel Hampton and His Orchestra 1938-1939 (Classics Records, 534)
- 1990 - The Chronological Classics: Fletcher Henderson and His Orchestra 1932-1934 (Classics Records, 535)
- 1990 - The Chronological Classics: Louis Armstrong and His Orchestra 1931-1932 (Classics Records, 536)
- 1990 - The Chronological Classics: Cab Calloway and His Orchestra 1932 (Classics Records, 537)
- 1990 - The Chronological Classics: Earl Hines and His Orchestra 1937-1939 (Classics Records, 538)
- 1990 - The Chronological Classics: Duke Ellington and His Orchestra 1924-1927 (Classics Records, 539) (40)
- 1990 - The Chronological Classics: Henry Red Allen and His Orchestra 1929-1933 (Classics Records, 540)
- 1990 - The Chronological Classics: Benny Carter and His Orchestra 1936 (Classics Records, 541)
- 1990 - The Chronological Classics: Duke Ellington and His Orchestra 1927-1928 (Classics Records, 542)
- 1990 - The Chronological Classics: Don Redman and His Orchestra 1931-1933 (Classics Records, 543)
- 1990 - The Chronological Classics: Cab Calloway and His Orchestra 1932-1934 (Classics Records, 544)
- 1990 - The Chronological Classics: Earl Hines and His Orchestra 1928-1932 (Classics Records, 545)
- 1990 - The Chronological Classics: Fletcher Henderson and His Orchestra 1931-1932 (Classics Records, 546)
- 1990 - The Chronological Classics: Louis Armstrong and His Orchestra 1930-1931 (Classics Records, 547)
- 1990 - The Chronological Classics: Teddy Wilson and His Orchestra 1937-1938 (Classics Records, 548)
- 1990 - The Chronological Classics: Bennie Moten's Kansas City Orchestra 1923-1927 (Classics Records, 549) (50)
- 1990 - The Chronological Classics: Duke Ellington and His Orchestra 1928 (Classics Records, 550)
- 1990 - The Chronological Classics: Henry Red Allen and His Orchestra 1933-1935 (Classics Records, 551)
- 1990 - The Chronological Classics: Benny Carter and His Orchestra 1937-1939 (Classics Records, 552)
- 1990 - The Chronological Classics: Don Redman and His Orchestra 1933-1936 (Classics Records, 553)
- 1990 - The Chronological Classics: Cab Calloway and His Orchestra 1934-1937 (Classics Records, 554)
- 1990 - The Chronological Classics: Fletcher Henderson and His Orchestra 1931 (Classics Records, 555)
- 1990 - The Chronological Classics: Teddy Wilson and His Orchestra 1938 (Classics Records, 556)
- 1990 - The Chronological Classics: Louis Armstrong and His Orchestra 1929-1930 (Classics Records, 557)
- 1990 - The Chronological Classics: Bennie Moten's Kansas City Orchestra 1927-1929 (Classics Records, 558)
- 1990 - The Chronological Classics: Duke Ellington and His Orchestra 1928-1929 (Classics Records, 559) (60)
- 1991 - The Chronological Classics: Art Tatum 1934-1940 (Classics Records, 560)
- 1991 - The Chronological Classics: Hot Lips Page and His Band 1938-1940 (Classics Records, 561)
- 1991 - The Chronological Classics: Lionel Hampton and His Orchestra 1939-1940 (Classics Records, 562)
- 1991 - The Chronological Classics: Count Basie and His Orchestra 1939-1940 (Classics Records, 563)
- 1991 - The Chronological Classics: Lil Hardin Armstrong and Her Swing Orchestra 1936-1940 (Classics Records, 564)
- 1991 - The Chronological Classics: Jimmie Lunceford and His Orchestra 1939-1940 (Classics Records, 565)
- 1991 - The Chronological Classics: Ella Fitzgerald 1939-1940 (Classics Records, 566)
- 1991 - The Chronological Classics: Pete Johnson 1938-1939 (Classics Records, 567)
- 1991 - The Chronological Classics: Cab Calloway and His Orchestra 1937-1938 (Classics Records, 568)
- 1991 - The Chronological Classics: Duke Ellington and His Orchestra 1929 (Classics Records, 569) (70)
- 1991 - The Chronological Classics: Louis Armstrong and His Orchestra 1928-1929 (Classics Records, 570)
- 1991 - The Chronological Classics: Teddy Wilson and His Orchestra 1939 (Classics Records, 571)
- 1991 - The Chronological Classics: Fletcher Henderson and His Orchestra 1927-1931 (Classics Records, 572)
- 1991 - The Chronological Classics: Andy Kirk and His Twelve Clouds of Joy 1936-1937 (Classics Records, 573)
- 1991 - The Chronological Classics: Don Redman and His Orchestra 1936-1939 (Classics Records, 574)
- 1991 - The Chronological Classics: Henry Red Allen and His Orchestra 1935-1936 (Classics Records, 575)
- 1991 - The Chronological Classics: Cab Calloway and His Orchestra 1938-1939 (Classics Records, 576)
- 1991 - The Chronological Classics: Duke Ellington and His Orchestra 1929-1930 (Classics Records, 577)
- 1991 - The Chronological Classics: Bennie Moten's Kansas City Orchestra 1929-1930 (Classics Records, 578)
- 1991 - The Chronological Classics: Benny Carter and His Orchestra 1939-1940 (Classics Records, 579) (80)
- 1991 - The Chronological Classics: Fletcher Henderson and His Orchestra 1927 (Classics Records, 580)
- 1991 - The Chronological Classics: Andy Kirk and His Twelve Clouds of Joy 1937-1938 (Classics Records, 581)
- 1991 - The Chronological Classics: Billie Holiday and Her Orchestra 1933-1937 (Classics Records, 582)
- 1991 - The Chronological Classics: Sidney Bechet 1923-1936 (Classics Records, 583)
- 1991 - The Chronological Classics: Jelly-Roll Morton 1923-1924 (Classics Records, 584)
- 1991 - The Chronological Classics: Louis Armstrong and His Hot 5 and Hot 7 1926-1927 (Classics Records, 585)
- 1991 - The Chronological Classics: Duke Ellington and His Orchestra 1930 (Classics Records, 586)
- 1991 - The Chronological Classics: Coleman Hawkins 1929-1934 (Classics Records, 587)
- 1991 - The Chronological Classics: Luis Russell and His Orchestra 1926-1929 (Classics Records, 588)
- 1991 - The Chronological Classics: Johnny Dodds 1926 (Classics Records, 589) (90)
- 1991 - The Chronological Classics: Henry Red Allen and His Orchestra 1936-1937 (Classics Records, 590)
- 1991 - The Chronological Classics: Bennie Moten's Kansas City Orchestra 1930-1932 (Classics Records, 591)
- 1991 - The Chronological Classics: Billie Holiday and Her Orchestra 1937-1939 (Classics Records, 592)
- 1991 - The Chronological Classics: Sidney Bechet 1937-1938 (Classics Records, 593)
- 1991 - The Chronological Classics: King Oliver and His Orchestra 1930-1931 (Classics Records, 594)
- 1991 - The Chronological Classics: Cab Calloway and His Orchestra 1939-1940 (Classics Records, 595)
- 1991 - The Chronological Classics: Duke Ellington and His Orchestra 1930, Vol. 2 (Classics Records, 596)
- 1991 - The Chronological Classics: Fletcher Henderson and His Orchestra 1926-1927 (Classics Records, 597)
- 1991 - The Chronological Classics: Andy Kirk and His 12 Clouds of Joy 1938 (Classics Records, 598)
- 1991 - The Chronological Classics: Jelly-Roll Morton 1924-1926 (Classics Records, 599) (100)

### The Chronological Classics Series: 600-699
(27 décembre 2023).
- 1991 - The Chronological Classics: Louis Armstrong and His Hot Five 1925-1926 (Classics Records, 600)
- 1991 - The Chronological Classics: Billie Holiday and Her Orchestra 1939-1940 (Classics Records, 601)
- 1991 - The Chronological Classics: Coleman Hawkins 1934-1937 (Classics Records, 602)
- 1991 - The Chronological Classics: Johnny Dodds 1927 (Classics Records, 603)
- 1991 - The Chronological Classics: Jimmie Noone 1923-1928 (Classics Records, 604)
- 1991 - The Chronological Classics: Duke Ellington and His Orchestra 1930-1931 (Classics Records, 605)
- 1991 - The Chronological Classics: Luis Russell and His Orchestra 1930-1934 (Classics Records, 606)
- 1991 - The Chronological Classics: King Oliver and His Orchestra 1928-1930 (Classics Records, 607)
- 1991 - The Chronological Classics: Sidney Bechet 1938-1940 (Classics Records, 608)
- 1991 - The Chronological Classics: McKinney's Cotton Pickers 1928-1929 (Classics Records, 609) (110)
- 1991 - The Chronological Classics: Fletcher Henderson and His Orchestra 1925-1926 (Classics Records, 610)
- 1991 - The Chronological Classics: Jimmie Noone 1928-1929 (Classics Records, 611)
- 1991 - The Chronological Classics: Jelly-Roll Morton 1926-1928 (Classics Records, 612)
- 1991 - The Chronological Classics: Coleman Hawkins 1937-1939 (Classics Records, 613)
- 1991 - The Chronological Classics: Cab Calloway and His Orchestra 1940 (Classics Records, 614)
- 1991 - The Chronological Classics: Louis Armstrong and His Orchestra 1939-1940 (Classics Records, 615)
- 1991 - The Chronological Classics: Duke Ellington and His Orchestra 1931-1932 (Classics Records, 616)
- 1991 - The Chronological Classics: Johnny Dodds 1927-1928 (Classic Records, 617)
- 1991 - The Chronological Classics: King Oliver and His Dixie Syncopators 1926-1928 (Classics Records, 618)
- 1991 - The Chronological Classics: Sidney Bechet 1940 (Classics Records, 619) (120)
- 1991 - The Chronological Classics: Teddy Wilson and His Orchestra 1939-1941 (Classics Records, 620)
- 1991 - The Chronological Classics: Earl Hines and His Orchestra 1941 (Classics Records, 621)
- 1991 - The Chronological Classics: Jimmie Lunceford and His Orchestra 1940-1941 (Classics Records, 622)
- 1991 - The Chronological Classics: Count Basie and His Orchestra 1940-1941 (Classics Records, 623)
- 1991 - The Chronological Classics: Lionel Hampton and His Orchestra 1940-1941 (Classics Records, 624)
- 1992 - The Chronological Classics: McKinney's Cotton Pickers 1929-1930 (Classics Records, 625)
- 1992 - The Chronological Classics: Duke Ellington and His Orchestra 1932-1933 (Classics Records, 626)
- 1992 - The Chronological Classics: Jelly-Roll Morton 1928-1929 (Classics Records, 627)
- 1992 - The Chronological Classics: Henry ''Red'' Allen and His Orchestra 1937-1941 (Classics Records, 628)
- 1992 - The Chronological Classics: Cab Calloway and His Orchestra 1940-1941 (Classics Records, 629)
- 1992 - The Chronological Classics: Mary Lou Williams 1927-1940 (Classics Records, 630)
- 1992 - The Chronological Classics: Benny Carter and His Orchestra 1940-1941 (Classics Records, 631)
- 1992 - The Chronological Classics: Jimmie Noone 1929-1930 (Classics Records, 632)
- 1992 - The Chronological Classics: Fletcher Henderson and His Orchestra 1924-1925 (Classics Records, 633)
- 1992 - The Chronological Classics: Coleman Hawkins 1939-1940 (Classics Records, 634)
- 1992 - The Chronological Classics: Johnny Dodds 1928-1940 (Classics Records, 635)
- 1992 - The Chronological Classics: Louis Jordan and His Tympany Five 1934-1940 (Classics Records, 636)
- 1992 - The Chronological Classics: Duke Ellington and His Orchestra 1933 (Classics Records, 637)
- 1992 - The Chronological Classics: Sidney Bechet 1940-1941 (Classics Records, 638)
- 1992 - The Chronological Classics: King Oliver's Jazz Band 1923-1926 (Classics Records, 639)
- 1992 - The Chronological Classics: Andy Kirk and His Twelve Clouds of Joy 1939-1940 (Classics Records, 640)
- 1992 - The Chronological Classics: Jimmie Noone 1930-1934 (Classics Records, 641)
- 1992 - The Chronological Classics: Jelly-Roll Morton 1929-1930 (Classics Records, 642)
- 1992 - The Chronological Classics: Frankie Newton 1937-1939 (Classics Records, 643)
- 1992 - The Chronological Classics: Ella Fitzgerald 1940-1941 (Classics Records, 644)
- 1992 - The Chronological Classics: Teddy Hill and His Orchestra 1935-1937 (Classics Records, 645)
- 1992 - The Chronological Classics: Duke Ellington and His Orchestra 1933-1935 (Classics Records, 646)
- 1992 - The Chronological Classics: Fletcher Henderson and His Orchestra 1924, Vol. 3 (Classics Records, 647)
- 1992 - The Chronological Classics: Horace Henderson & His Orch. 1940 / Fletcher Henderson & His Orch. 1941 (Classics Records, 648)
- 1992 - The Chronological Classics: McKinney's Cotton Pickers 1930-1931 / Don Redman and His Orchestra: 1939 - 1940 (Classics Records, 649)
- 1992 - The Chronological Classics: King Oliver and His Creole Jazz Band 1923 (Classics Records, 650)
- 1992 - The Chronological Classics: Jimmie Noone 1934-1940 (Classics Records, 651)
- 1992 - The Chronological Classics: Count Basie and His Orchestra 1941 (Classics Records, 652)
- 1992 - The Chronological Classics: Erskine Hawkins and His Orchestra 1936-1938 (Classics Records, 653)
- 1992 - The Chronological Classics: Jelly-Roll Morton 1930-1939 (Classics Records, 654)
- 1992 - The Chronological Classics: Andy Kirk and His Twelve Clouds of Joy 1929-1931 (Classiscs Records, 655)
- 1992 - The Chronological Classics: Pete Johnson 1938-1939 (Classics Records, 656)
- 1992 - The Chronological Classics: Fletcher Henderson and His Orchestra 1924, Vol. 2 (Classics Records, 657)
- 1992 - The Chronological Classics: James P. Johnson 1921-1928 (Classics Records, 658)
- 1992 - The Chronological Classics: Duke Ellington and His Orchestra 1935-1936 (Classics Records, 659)
- 1992 - The Chronological Classics: Mills Blue Rhythm Band 1931 (Classics Records, 660)
- 1992 - The Chronological Classics: Tiny Parham and His Musicians 1926-1929 (Classics Records, 661)
- 1992 - The Chronological Classics: Willie ''The Lion'' Smith 1925-1937 (Classics Records, 662)
- 1992 - The Chronological Classics: Louis Jordan and His Tympany Five 1940-1941 (Classics Records, 663)
- 1992 - The Chronological Classics: Fats Waller 1922-1926 (Classics Records, 664)
- 1992 - The Chronological Classics: Pete Johnson 1939-1941 (Classics Records, 665)
- 1992 - The Chronological Classics: Duke Ellington and His Orchestra 1936-1937 (Classics Records, 666)
- 1992 - The Chronological Classics: Erskine Hawkins and His Orchestra 1938-1939 (Classics Records, 667)
- 1992 - The Chronological Classics: Jelly-Roll Morton 1939-1940 (Classics Records, 668)
- 1992 - The Chronological Classics: Jabbo Smith's Rhythm Aces 1929-1938 (Classics Records, 669)
- 1992 - The Chronological Classics: Harlan Leonard and His Rockets 1940 (Classics Records, 670)
- 1992 - The Chronological Classics: James P. Johnson 1928-1938 (Classics Records, 671)
- 1992 - The Chronological Classics: Ethel Waters 1925-1926 (Classics Records, 672)
- 1992 - The Chronological Classics: Fletcher Henderson and His Orchestra 1924 (Classics Records, 673)
- 1992 - The Chronological Classics: Fats Waller 1926-1927 (Classics Records, 674)
- 1992 - The Chronological Classics: Duke Ellington and His Orchestra 1937 (Classics Records, 675)
- 1992 - The Chronological Classics: Mills Blue Rhythm Band 1931-1932 (Classics Records, 676)
- 1992 - The Chronological Classics: Willie ''The Lion'' Smith 1937-1938 (Classics Records, 677)
- 1992 - The Chronological Classics: Erskine Hawkins and His Orchestra 1939-1940 (Classics Records, 678)
- 1992 - The Chronological Classics: Clarence Williams 1921-1924 (Classics Records, 679)
- 1993 - The Chronological Classics: Billie Holiday 1940-1942 (Classics Records, 680)
- 1993 - The Chronological Classics: Andy Kirk and His Clouds of Joy 1940-1942 (Classics Records, 681)
- 1993 - The Chronological Classics: Cab Calloway and His Orchestra 1941-1942 (Classics Records, 682)
- 1993 - The Chronological Classics: Fletcher Henderson and His Orchestra 1923-1924 (Classics Records, 683)
- 1993 - The Chronological Classics: Count Basie and His Orchestra 1942 (Classics Records, 684)
- 1993 - The Chronological Classics: Louis Armstrong and His Orchestra 1940-1942 (Classics Records, 685)
- 1993 - The Chronological Classics: Mills Blue Rhythm Band 1933-1934 (Classics Records, 686)
- 1993 - The Chronological Classics: Duke Ellington and His Orchestra 1937, Vol. 2 (Classics Records, 687)
- 1993 - The Chronological Classics: Ethel Waters 1926-1929 (Classics Records, 688)
- 1993 - The Chronological Classics: Fats Waller 1927-1929 (Classics Records, 689)
- 1993 - The Chronological Classics: Herman Chittison 1933-1941 (Classics Records, 690)
- 1993 - The Chronological Classics: Tiny Parham and His Musicians 1929-1940 (Classics Records, 691)
- 1993 - The Chronological Classics: Willie ''The Lion'' Smith 1938-1940 (Classics Records, 692)
- 1993 - The Chronological Classics: Benny Goodman and His Orchestra 1928-1931 (Classics Records, 693)
- 1993 - The Chronological Classics: Mezz Mezzrow 1936-1939 (Classics Records, 694)
- 1993 - The Chronological Classics: Clarence Williams 1924-1926 (Classics Records, 695)
- 1993 - The Chronological Classics: Sam Price and His Texas Blusicians 1929-1941 (Classics Records, 696)
- 1993 - The Chronological Classics: Fletcher Henderson and His Orchestra 1923 (Classics Records, 697)
- 1993 - The Chronological Classics: Jack Teagarden and His Orchestra 1930-1934 (Classics Records, 698)
- 1993 - The Chronological Classics: Claude Hopkins and His Orchestra 1932-1934 (Classics Records, 699)

### The Chronological Classics Series: 700-799
(27 décembre 2023).
- 1993 - The Chronological Classics: Duke Ellington and His Orchestra 1938 (Classics Records, 700)
- 1993 - The Chronological Classics: Erskine Hawkins and His Orchestra 1940-1941 (Classics Records, 701)
- 1993 - The Chronological Classics: Fats Waller 1929 (Classics Records, 702)
- 1993 - The Chronological Classics: Django Reinhardt 1934-1935 (Classics Records, 703)
- 1993 - The Chronological Classics: Blue Lu Barker 1938-1939 (Classics Records, 704)
- 1993 - The Chronological Classics: Slim Gaillard 1937-1938 (Classics Records, 705)
- 1993 - The Chronological Classics: Stuff Smith and His Onyx Club Boys 1936-1939 (Classics Records, 706)
- 1993 - The Chronological Classics: Eddie South 1923-1937 (Classics Records, 707)
- 1993 - The Chronological Classics: Stéphane Grappelly 1935-1940 (Classics Records, 708)
- 1993 - The Chronological Classics: Muggsy Spanier 1939-1942 (Classics Records, 709)
- 1993 - The Chronological Classics: Mills Blue Rhythm Band 1934-1936 (Classics Records, 710)
- 1993 - The Chronological Classics: James P. Johnson 1938-1942 (Classics Records, 711)
- 1993 - The Chronological Classics: Lucky Millinder and His Orchestra 1941-1942 (Classics Records, 712)
- 1993 - The Chronological Classics: Mezz Mezzrow 1928-1936 (Classics Records, 713)
- 1993 - The Chronological Classics: Alix Combelle 1935-1940 (Classics Records, 714)
- 1993 - The Chronological Classics: Albert Ammons 1936-1939 (Classics Records, 715)
- 1993 - The Chronological Classics: Claude Hopkins and His Orchestra 1934-1935 (Classics Records, 716)
- 1993 - The Chronological Classics: Duke Ellington and His Orchestra 1938, Vol. 2 (Classics Records, 717)
- 1993 - The Chronological Classics: Clarence Williams 1926-1927 (Classics Records, 718)
- 1993 - The Chronological Classics: Benny Goodman and His Orchestra 1931-1933 (Classics Records, 719)
- 1993 - The Chronological Classics: Fats Waller 1929-1934 (Classics Records, 720)
- 1993 - The Chronological Classics: Ethel Waters 1929-1931 (Classics Records, 721)
- 1993 - The Chronological Classics: Meade Lux Lewis 1927-1939 (Classics Records, 722)
- 1993 - The Chronological Classics: Boots and His Buddies 1935-1937 (Classics Records, 723)
- 1993 - The Chronological Classics: Slim Gaillard 1939-1940 (Classics Records, 724)
- 1993 - The Chronological Classics: Roy Eldridge 1935-1940 (Classics Records, 725)
- 1993 - The Chronological Classics: Duke Ellington and His Orchestra 1938, Vol. 3 (Classics Records, 726)
- 1993 - The Chronological Classics: Django Reinhardt: 1935 (Classics Records, 727)
- 1993 - The Chronological Classics: Al Cooper's Savoy Sultans 1938-1941 (Classics Records, 728)
- 1993 - The Chronological Classics: Jack Teagarden and His Orchestra 1934-1939 (Classics Records, 729)
- 1993 - The Chronological Classics: Edgar Hayes and His Orchestra 1937-1938 (Classics Records, 730)
- 1993 - The Chronological Classics: Mills Blue Rhythm Bandn1936-1937 (Classics Records, 731)
- 1993 - The Chronological Classics: Fats Waller 1934-1935 (Classics Records, 732)
- 1993 - The Chronological Classics: Claude Hopkins and His Orchestra 1937-1940 (Classics Records, 733)
- 1993 - The Chronological Classics: Bunny Berigan and His Boys 1935-1936 (Classics Records, 734)
- 1993 - The Chronological Classics: Ethel Waters 1931-1934 (Classics Records, 735)
- 1993 - The Chronological Classics: Clarence Williams 1927 (Classics Records, 736)
- 1993 - The Chronological Classics: Eddie South 1937-1941 (Classics Records, 737)
- 1993 - The Chronological Classics: Boots and His Buddies 1937-1938 (Classics Records, 738)
- 1993 - The Chronological Classics: Django Reinhardt 1935-1936 (Classics Records, 739)
- 1994 - The Chronological Classics: Jay McShann and His Orchestra 1941-1943 (Classics Records, 740)
- 1994 - The Chronological Classics: Louis Jordan and His Tympany Five 1941-1943 (Classics Records, 741)
- 1994 - The Chronological Classics: Eddie Condon 1927-1938 (Classics Records, 742)
- 1994 - The Chronological Classics: Meade Lux Lewis 1939-1941 (Classics Records, 743)
- 1994 - The Chronological Classics: Benny Goodman and His Orchestra 1934-1935 (Classics Records, 744)
- 1994 - The Chronological Classics: Midge Williams and Her Jazz Jesters 1937-1938 (Classics Records, 745)
- 1994 - The Chronological Classics: Fats Waller 1935 (Classics Records, 746)
- 1994 - The Chronological Classics: Duke Ellington and His Orchestra 1938-1939 (Classics Records, 747)
- 1994 - The Chronological Classics: Django Reinhardt 1937 (Classics Records, 748)
- 1994 - The Chronological Classics: Bunny Berigan and His Orchestra 1936-1937 (Classics Records, 749)
- 1994 - The Chronological Classics: John Kirby and His Orchestra 1938-1939 (Classics Records, 750)
- 1994 - The Chronological Classics: Alix Combelle 1940-1941 (Classics Records, 751)
- 1994 - The Chronological Classics: Clarence Williams 1927-1928 (Classics Records, 752)
- 1994 - The Chronological Classics: Slim Gaillard 1940-1942 (Classics Records, 753)
- 1994 - The Chronological Classics: Gene Krupa and His Orchestra 1935-1938 (Classics Records, 754)
- 1994 - The Chronological Classics: Ethel Waters 1935-1940 (Classics Records, 755)
- 1994 - The Chronological Classics: Lovie Austin 1924-1926 (Classics Records, 756)
- 1994 - The Chronological Classics: Nat ''King'' Cole 1936-1940 (Classics Records, 757)
- 1994 - The Chronological Classics: Jack Teagarden and His Orchestra 1939-1940 (Classics Records, 758)
- 1994 - The Chronological Classics: Eddie Condon 1938-1940 (Classics Records, 759)
- 1994 - The Chronological Classics: Fats Waller 1935, Vol. 2 (Classics Records, 760)
- 1994 - The Chronological Classics: Bessie Smith 1923 (Classics Records, 761)
- 1994 - The Chronological Classics: Django Reinhardt 1937, Vol. 2 (Classics Records, 762)
- 1994 - The Chronological Classics: Joe Marsala 1936-1942 (Classics Records, 763)
- 1994 - The Chronological Classics: Bill Coleman 1936-1938 (Classics Records, 764)
- 1994 - The Chronological Classics: Duke Ellington and His Orchestra 1939 (Classics Records, 765)
- 1994 - The Chronological Classics: Bunny Berigan and His Orchestra 1937 (Classics Records, 766)
- 1994 - The Chronological Classics: Gene Krupa and His Orchestra 1938 (Classics Records, 767)
- 1994 - The Chronological Classics: Willie Bryant and His Orchestra 1935-1936 (Classics Records, 768)
- 1994 - The Chronological Classics: Benny Goodman and His Orchestra 1935 (Classics Records, 769)
- 1994 - The Chronological Classics: John Kirby and His Orchestra 1939-1941 (Classics Records, 770)
- 1994 - The Chronological Classics: Clarence Williams 1928-1929 (Classics Records, 771)
- 1994 - The Chronological Classics: Eddie Condon: 1942-1943 (Classics Records, 772)
- 1994 - The Chronological Classics: Nat ''King'' Cole 1940-1941 (Classics Records, 773)
- 1994 - The Chronological Classics: Wingy Manone and His Orchestra 1927-1934 (Classics Records, 774)
- 1994 - The Chronological Classics: Ethel Waters 1923-1925 (Classics Records, 775)
- 1994 - The Chronological Classics: Fats Waller 1935-1936 (Classics Records, 776)
- 1994 - The Chronological Classics: Django Reinhardt 1937-1938 (Classics Records, 777)
- 1994 - The Chronological Classics: Bix Beiderbecke 1924-1927 (Classics Records, 778)
- 1994 - The Chronological Classics: Stéphane Grappelly 1941-1943 (Classics Records, 779)
- 1994 - The Chronological Classics: Duke Ellington and His Orchestra 1939, Vol. 2 (Classics Records, 780)
- 1994 - The Chronological Classics: Bud Freeman 1928-1938 (Classics Records, 781)
- 1994 - The Chronological Classics: Alix Combelle 1942-1943 (Classics Records, 782)
- 1994 - The Chronological Classics: Blanche Calloway and Her Joy Boys 1925-1935 (Classics Records, 783)
- 1994 - The Chronological Classics: Chu Berry 1937-1941 (Classics Records, 784)
- 1994 - The Chronological Classics: Bunny Berigan and His Orchestra 1937-1938 (Classics Records, 785)
- 1994 - The Chronological Classics: Nat ''King'' Cole 1941-1943 (Classics Records, 786)
- 1994 - The Chronological Classics: Bessie Smith 1923-1924 (Classics Records, 787)
- 1994 - The Chronological Classics: Bix Beiderbecke 1927-1930 (Classics Records, 788)
- 1994 - The Chronological Classics: Benny Goodman and His Orchestra 1935-1936 (Classics Records, 789)
- 1994 - The Chronological Classics: Duke Ellington and His Orchestra 1939-1940 (Classics Records, 790)
- 1994 - The Chronological Classics: Clarence Williams 1929 (Classics Records, 791)
- 1994 - The Chronological Classics: John Kirby and His Orchestra 1941-1943 (Classics Records, 792)
- 1994 - The Chronological Classics: Django Reinhardt 1938-1939 (Classics Records, 793)
- 1994 - The Chronological Classics: Fletcher Henderson and His Orchestra 1921-1923 (Classics Records, 794)
- 1994 - The Chronological Classics: Jess Stacy 1935-1939 (Classics Records, 795)
- 1994 - The Chronological Classics: Ethel Waters 1921-1923 (Classics Records, 796)
- 1994 - The Chronological Classics: Fats Waller 1936 (Classics Records, 797)
- 1994 - The Chronological Classics: Wingy Manone and His Orchestra 1934-1935 (Classics Records, 798)
- 1995 - The Chronological Classics: Gene Krupa and His Orchestra 1939 (Classics Records, 799)

### The Chronological Classics Series: 800-899
(27 décembre 2023).
- 1995 - The Chronological Classics: Art Tatum 1940-1944 (Classics Records, 800)
- 1995 - The Chronological Classics: Count Basie and His Orchestra 1943-1945 (Classics Records, 801)
- 1995 - The Chronological Classics: Erroll Garner 1944 (Classics Records, 802)
- 1995 - The Chronological Classics: Lionel Hampton and His Orchestra 1942-1944 (Classics Records, 803)
- 1995 - The Chronological Classics: Nat ''King'' Cole 1943-1944 (Classics Records, 804)
- 1995 - The Chronological Classics: Duke Ellington and His Orchestra 1940 (Classics Records, 805)
- 1995 - The Chronological Classics: Billie Holiday 1944 (Classics Records, 806)
- 1995 - The Chronological Classics: Coleman Hawkins 1943-1944 (Classics Records, 807)
- 1995 - The Chronological Classics: Garland Wilson 1931-1938 (Classics Records, 808)
- 1995 - The Chronological Classics: Hot Lips Page 1940-1944 (Classics Records, 809)
- 1995 - The Chronological Classics: Clarence Williams 1929-1930 (Classics Records, 810)
- 1995 - The Chronological Classics: Bud Freeman 1939-1940 (Classics Records, 811)
- 1995 - The Chronological Classics: Bessie Smith 1924-1925 (Classics Records, 812)
- 1995 - The Chronological Classics: Django Reinhardt 1939-1940 (Classics Records, 813)
- 1995 - The Chronological Classics: Mary Lou Williams 1944 (Classics Records, 814)
- 1995 - The Chronological Classics: Bunny Berigan and His Orchestra 1938 (Classics Records, 815)
- 1995 - The Chronological Classics: Fats Waller 1936-1937 (Classics Records, 816)
- 1995 - The Chronological Classics: Benny Goodman and His Orchestra 1936 (Classics Records, 817)
- 1995 - The Chronological Classics: Erroll Garner 1944, Vol. 2 (Classics Records, 818)
- 1995 - The Chronological Classics: Cozy Cole 1944 (Classics Records, 819)
- 1995 - The Chronological Classics: Duke Ellington and His Orchestra 1940, Vol. 2 (Classics Records, 820)
- 1995 - The Chronological Classics: Joe Sullivan 1933-1941 (Classics Records, 821)
- 1995 - The Chronological Classics: Willie Lewis and His Entertainers 1932-1936 (Classics Records, 822)
- 1995 - The Chronological Classics: Thomas Morris 1923-1927 (Classics Records, 823)
- 1995 - The Chronological Classics: James P. Johnson 1943-1944 (Classics Records, 824)
- 1995 - The Chronological Classics: Art Tatum 1944 (Classics Records, 825)
- 1995 - The Chronological Classics: Richard M. Jones 1923-1927 (Classics Records, 826)
- 1995 - The Chronological Classics: Cootie Williams and His Orchestra 1941-1944 (Classics Records, 827)
- 1995 - The Chronological Classics: Wingy Manone and His Orchestra 1935-1936 (Classics Records, 828)
- 1995 - The Chronological Classics: Freddy Johnson and His Orchestra 1933-1939 (Classics Records, 829)
- 1995 - The Chronological Classics: Edmond Hall 1937-1944 (Classics Records, 830)
- 1995 - The Chronological Classics: Django Reinhardt 1940 (Classics Records, 831)
- 1995 - The Chronological Classics: Clarence Williams 1930-1931 (Classics Records, 832)
- 1995 - The Chronological Classics: Tommy Dorsey and His Orchestra 1928-1935 (Classics Records, 833)
- 1995 - The Chronological Classics: Gene Krupa and His Orchestra 1939-1940 (Classics Records, 834)
- 1995 - The Chronological Classics: James P. Johnson 1944 (Classics Records, 835)
- 1995 - The Chronological Classics: Benny Goodman and His Orchestra 1936, Vol. 2 (Classics Records, 836)
- 1995 - The Chronological Classics: Duke Ellington and His Orchestra 1940-1941 (Classics Records, 837)
- 1995 - The Chronological Classics: Fats Waller 1937 (Classics Records, 838)
- 1995 - The Chronological Classics: Jack Teagarden and His Orchestra 1940-1941 (Classics Records, 839)
- 1995 - The Chronological Classics: Ella Fitzgerald 1941-1944 (Classics Records, 840)
- 1995 - The Chronological Classics: Meade Lux Lewis 1941-1944 (Classics Records, 841)
- 1995 - The Chronological Classics: Coleman Hawkins 1944 (Classics Records, 842)
- 1995 - The Chronological Classics: Bessie Smith 1925-1927 (Classics Records, 843)
- 1995 - The Chronological Classics: Bunny Berigan and His Orchestra 1938-1942 (Classics Records, 844)
- 1995 - The Chronological Classics: Clarence Williams 1933 (Classics Records, 845)
- 1995 - The Chronological Classics: Putney Dandridge and His Orchestra 1935-1936 (Classics Records, 846)
- 1995 - The Chronological Classics: Willie Lewis and His Entertainers 1936-1938 (Classics Records, 847)
- 1995 - The Chronological Classics: Stan Kenton and His Orchestra 1940-1944 (Classics Records, 848)
- 1995 - The Chronological Classics: Wingy Manone and His Orchestra 1936 (Classics Records, 849)
- 1995 - The Chronological Classics: Erroll Garner 1944, Vol. 3 (Classics Records, 850)
- 1995 - The Chronological Classics: Duke Ellington and His Orchestra 1941 (Classics Records, 851)
- 1995 - The Chronological Classics: Django Reinhardt 1940-1941 (Classics Records, 852)
- 1995 - The Chronological Classics: Richard M. Jones 1927-1944 (Classics Records, 853)
- 1995 - The Chronological Classics: Tommy Dorsey and His Orchestra 1935-1936 (Classics Records, 854)
- 1995 - The Chronological Classics: Artie Shaw and His Orchestra 1936 (Classics Records, 855)
- 1995 - The Chronological Classics: James P. Johnson 1944, Vol. 2 (Classics Records, 856)
- 1995 - The Chronological Classics: Fats Waller 1937, Vol. 2 (Classics Records, 857)
- 1995 - The Chronological Classics: Benny Goodman and His Orchestra 1936-1937 (Classics Records, 858)
- 1996 - The Chronological Classics: Gene Krupa and His Orchestra 1940 (Classics Records, 859)
- 1996 - The Chronological Classics: Sidney Bechet 1941-1944 (Classics Records, 860)
- 1996 - The Chronological Classics: Nat ''King'' Cole 1944-1945 (Classics Records, 861)
- 1996 - The Chronological Classics: Jimmie Lunceford and His Orchestra 1941-1945 (Classics Records, 862)
- 1996 - The Chronological Classics: Coleman Hawkins 1944-1945 (Classics Records, 863)
- 1996 - The Chronological Classics: Slim Gaillard 1945 (Classics Records, 864)
- 1996 - The Chronological Classics: Cozy Cole 1944-1945 (Classics Records, 865)
- 1996 - The Chronological Classics: Louis Jordan and His Tympany Five 1943-1945 (Classics Records, 866)
- 1996 - The Chronological Classics: Duke Ellington and His Orchestra 1942-1944 (Classics Records, 867)
- 1996 - The Chronological Classics: Erskine Hawkins and His Orchestra 1941-1945 (Classics Records, 868)
- 1996 - The Chronological Classics: Putney Dandridge and His Orchestra 1936 (Classics Records, 869)
- 1996 - The Chronological Classics: Bessie Smith 1927-1928 (Classics Records, 870)
- 1996 - The Chronological Classics: Clarence Williams 1933-1934 (Classics Records, 871)
- 1996 - The Chronological Classics: Edmond Hall 1944-1945 (Classics Records, 872)
- 1996 - The Chronological Classics: Erroll Garner 1944-1945 (Classics Records, 873)
- 1996 - The Chronological Classics: Jack Teagarden and His Orchestra 1941-1943 (Classics Records, 874)
- 1996 - The Chronological Classics: Fats Waller 1937-1938 (Classics Records, 875)
- 1996 - The Chronological Classics: Earl Hines and His Orchestra 1942-1945 (Classics Records, 876)
- 1996 - The Chronological Classics: Django Reinhardt 1941-1942 (Classics Records, 877)
- 1996 - The Chronological Classics: Tommy Dorsey and His Orchestra 1936 (Classics Records, 878)
- 1996 - The Chronological Classics: Benny Goodman and His Orchestra 1937 (Classics Records, 879)
- 1996 - The Chronological Classics: Willie Lewis and His Negro Band 1941 (Classic Records, 880)
- 1996 - The Chronological Classics: Duke Ellington and His Orchestra 1944-1945 (Classics Records, 881)
- 1996 - The Chronological Classics: Don Byas 1944-1945 (Classics Records, 882)
- 1996 - The Chronological Classics: Gene Krupa and His Orchestra 1940 Vol. 2 (Classics Records, 883)
- 1996 - The Chronological Classics: Buddy Johnson and His Band 1939-1942 (Classics Records, 884)
- 1996 - The Chronological Classics: Wynonie Harris 1944-1945 (Classics Records, 885)
- 1996 - The Chronological Classics: Artie Shaw and His Orchestra 1936-1937 (Classics Records, 886)
- 1996 - The Chronological Classics: Wingy Manone and His Orchestra 1936-1937 (Classics Records, 887)
- 1996 - The Chronological Classics: Dizzy Gillespie 1945 (Classics Records, 888)
- 1996 - The Chronological Classics: The Three Peppers 1937-1940 (Classics Records, 889)
- 1996 - The Chronological Classics: Bobby Hackett and His Orchestra 1938-1940 (Classics Records, 890)
- 1996 - The Chronological Classics: Clarence Williams 1934 (Classics Records, 891)
- 1996 - The Chronological Classics: Helen Humes 1927-1945 (Classics Records, 892)
- 1996 - The Chronological Classics: Nat ''King'' Cole 1945 (Classics Records, 893)
- 1996 - The Chronological Classics: Charles Brown 1944-1945 (Classics Records, 894)
- 1996 - The Chronological Classics: Mound City Blue Blowers 1935-1936 (Classics Records, 895)
- 1996 - The Chronological Classics: Barney Bigard 1944 (Classics Records, 896)
- 1996 - The Chronological Classics: Bessie Smith 1928-1929 (Classics Records, 897)
- 1996 - The Chronological Classics: Stan Kenton and His Orchestra 1945 (Classics Records, 898)
- 1996 - The Chronological Classics: Benny Goodman and His Orchestra 1937-1938 (Classics Records, 899)

### The Chronological Classics Series: 900-999
(27 décembre 2023).
- 1996 - The Chronological Classics: Ziggy Elman and His Orchestra 1938-1939 (Classics Records, 900)
- 1996 - The Chronological Classics: Leonard Feather 1937-1945 (Classics Records, 901)
- 1996 - The Chronological Classics: Joe Marsala 1944-1945 (Classics Records, 902)
- 1996 - The Chronological Classics: Harry James and His Orchestra 1937-1939 (Classics Records, 903)
- 1996 - The Chronological Classics: Buster Bailey 1925-1940 (Classics Records, 904)
- 1996 - The Chronological Classics: Django Reinhardt 1942-1943 (Classics Records, 905)
- 1996 - The Chronological Classics: Benny Morton 1934-1945 (Classics Records, 906)
- 1996 - The Chronological Classics: Muggsy Spanier 1944 (Classics Records, 907)
- 1996 - The Chronological Classics: Teddy Wilson 1942-1945 (Classics Records, 908)
- 1996 - The Chronological Classics: George Wettling 1940-1944 (Classics Records, 909)
- 1996 - The Chronological Classics: Don Byas 1945 (Classics Records, 910)
- 1996 - The Chronological Classics: Slim Gaillard 1945, Vol. 2 (Classics Records, 911)
- 1996 - The Chronological Classics: Kansas City 5, 6 & 7 1938-1944 (Classics Records, 912)
- 1996 - The Chronological Classics: Fats Waller 1938 (Classics Records, 913)
- 1996 - The Chronological Classics: Billy Eckstine and His Orchestra 1944-1945 (Classics Records, 914)
- 1996 - The Chronological Classics: Duke Ellington and His Orchestra 1945 (Classics Records, 915)
- 1996 - The Chronological Classics: Tommy Dorsey and His Orchestra 1936-1937 (Classics Records, 916)
- 1996 - The Chronological Classics: Gene Krupa and His Orchestra 1940, Vol. 3 (Classics Records, 917)
- 1996 - The Chronological Classics: Clarence Williams 1934-1937 (Classics Records, 918)
- 1996 - The Chronological Classics: Ella Fitzgerald 1941-1944 (Classics Records, 919)
- 1997 - The Chronological Classics: Billy Kyle 1937-1938 (Classics Records, 920)
- 1997 - The Chronological Classics: Roy Eldridge 1943-1944 (Classics Records, 921)
- 1997 - The Chronological Classics: Louis Jordan and His Tympany Five 1945-1946 (Classics Records, 922)
- 1997 - The Chronological Classics: Benny Carter and His Orchestra 1943-1946 (Classics Records, 923)
- 1997 - The Chronological Classics: Erroll Garner 1945-1946 (Classics Records, 924)
- 1997 - The Chronological Classics: Benny Goodman and His Orchestra 1938 (Classics Records, 925)
- 1997 - The Chronological Classics: Coleman Hawkins 1945 (Classics Records, 926)
- 1997 - The Chronological Classics: Albert Ammons 1939-1946 (Classics Records, 927)
- 1997 - The Chronological Classics: Louis Armstrong 1944-1946 (Classics Records, 928)
- 1997 - The Chronological Classics: Artie Shaw and His New Music 1937 (Classics Records, 929)
- 1997 - The Chronological Classics: Barney Bigard 1944-1945 (Classics Records, 930)
- 1997 - The Chronological Classics: Rex Stewart 1934-1946 (Classics Records, 931)
- 1997 - The Chronological Classics: Lester Young 1943-1946 (Classics Records, 932)
- 1997 - The Chronological Classics: Pete Johnson 1944-1946 (Classics Records, 933)
- 1997 - The Chronological Classics: Count Basie and His Orchestra 1945-1946 (Classics Records, 934)
- 1997 - The Chronological Classics: Dizzy Gillespie 1945-1946 (Classics Records, 935)
- 1997 - The Chronological Classics: Harry James and His Orchestra 1939 (Classics Records, 936)
- 1997 - The Chronological Classics: Dickie Wells 1927-1943 (Classics Records, 937)
- 1997 - The Chronological Classics: Nat ''King'' Cole 1946 (Classics Records, 938)
- 1997 - The Chronological Classics: Slam Stewart 1945-1946 (Classics Records, 939)
- 1997 - The Chronological Classics: Joe Turner 1941-1946 (Classics Records, 940)
- 1997 - The Chronological Classics: Billy Kyle 1939-1946 (Classics Records, 941)
- 1997 - The Chronological Classics: Bud Freeman 1945-1946 (Classics Records, 942)
- 1997 - The Chronological Classics: Fats Waller 1938-1939 (Classics Records, 943)
- 1997 - The Chronological Classics: Charlie Shavers 1944-1945 (Classics Records, 944)
- 1997 - The Chronological Classics: Django Reinhardt 1944-1946 (Classics Records, 945)
- 1997 - The Chronological Classics: Lionel Hampton and His Orchestra 1946 (Classics Records, 946)
- 1997 - The Chronological Classics: Eddie Heywood 1944 (Classics Records, 947)
- 1997 - The Chronological Classics: Illinois Jacquet 1945-1946 (Classics Records, 948)
- 1997 - The Chronological Classics: Stan Kenton and His Orchestra 1946 (Classics Records, 949)
- 1997 - The Chronological Classics: Hot Lips Page 1944-1946 (Classics Records, 950)
- 1997 - The Chronological Classics: Duke Ellington and His Orchestra 1945, Vol. 2 (Classics Records, 951)
- 1997 - The Chronological Classics: Wingy Manone and His Orchestra 1937-1938 (Classics Records, 952)
- 1997 - The Chronological Classics: Clarence Williams 1937-1941 (Classics Records, 953)
- 1997 - The Chronological Classics: Sidney Bechet 1945-1946 (Classics Records, 954)
- 1997 - The Chronological Classics: Tommy Dorsey and His Orchestra 1937 (Classics Records, 955)
- 1997 - The Chronological Classics: Johnny Guarnieri 1944-1946 (Classics Records, 956)
- 1997 - The Chronological Classics: Ike Quebec 1944-1946 (Classics Records, 957)
- 1997 - The Chronological Classics: Sarah Vaughan 1944-1946 (Classics Records, 958)
- 1997 - The Chronological Classics: Don Byas 1945, Vol. 2 (Classics Records, 959)
- 1997 - The Chronological Classics: Gene Krupa and His Orchestra 1941 (Classics Records, 960)
- 1997 - The Chronological Classics: Benny Goodman and His Orchestra 1938, Vol. 2 (Classics Records, 961)
- 1997 - The Chronological Classics: Slim Gaillard 1946 (Classics Records, 962)
- 1997 - The Chronological Classics: Maxine Sullivan 1937-1938 (Classics Records, 963)
- 1997 - The Chronological Classics: John Kirby and His Orchestra 1945-1946 (Classics Records, 964)
- 1997 - The Chronological Classics: Artie Shaw and His Orchestra 1938 (Classics Records, 965)
- 1997 - The Chronological Classics: Jay McShann 1944-1946 (Classics Records, 966)
- 1997 - The Chronological Classics: Muggsy Spanier 1944-1946 (Classics Records, 967)
- 1997 - The Chronological Classics: Buck Clayton 1945-1947 (Classics Records, 968)
- 1997 - The Chronological Classics: Billy Banks and His Orchestra / Jack Bland & His Rhythmakers 1932 (Classics Records, 969)
- 1997 - The Chronological Classics: Harry James and His Orchestra 1939-1940 (Classics Records, 970)
- 1997 - The Chronological Classics: Charles Brown 1946 (Classics Records, 971)
- 1997 - The Chronological Classics: Jonah Jones 1936-1945 (Classics Records, 972)
- 1997 - The Chronological Classics: Fats Waller 1939 (Classics Records, 973)
- 1997 - The Chronological Classics: Sid Catlett 1944-1946 (Classics Records, 974)
- 1997 - The Chronological Classics: Bud Freeman 1946 (Classics Records, 975)
- 1997 - The Chronological Classics: Gerald Wilson and His Orchestra 1945-1946 (Classics Records, 976)
- 1997 - The Chronological Classics: Bessie Smith 1929-1933 (Classics Records, 977)
- 1997 - The Chronological Classics: Skeets Tolbert and His Gentlemen of Swing 1931-1940 (Classics Records, 978)
- 1998 - The Chronological Classics: Cliff Jackson 1930-1945 (Classics Records, 979)
- 1998 - The Chronological Classics: Charlie Parker 1945-1947 (Classics Records, 980)
- 1998 - The Chronological Classics: Cootie Williams and His Orchestra 1945-1946 (Classics Records, 981)
- 1998 - The Chronological Classics: Art Tatum 1945-1947 (Classics Records, 982)
- 1998 - The Chronological Classics: Roy Eldridge 1945-1947 (Classics Records, 983)
- 1998 - The Chronological Classics: Coleman Hawkins 1946-1947 (Classics Records, 984)
- 1998 - The Chronological Classics: Duke Ellington and His Orchestra 1945-1946 (Classics Records, 985)
- 1998 - The Chronological Classics: Dizzy Gillespie 1946-1947 (Classics Records, 986)
- 1998 - The Chronological Classics: Lester Young 1946-1947 (Classics Records, 987)
- 1998 - The Chronological Classics: Count Basie and His Orchestra 1946-1947 (Classics Records, 988)
- 1998 - The Chronological Classics: Sarah Vaughan 1946-1947 (Classics Records, 989)
- 1998 - The Chronological Classics: Benny Goodman and His Orchestra 1938-1939 (Classics Records, 990)
- 1998 - The Chronological Classics: Maxine Sullivan 1938-1941 (Classics Records, 991)
- 1998 - The Chronological Classics: Louis Armstrong 1946-1947 (Classics Records, 992)
- 1998 - The Chronological Classics: Skeets Tolbert and His Gentlemen of Swing 1940-1942 (Classics Records, 993)
- 1998 - The Chronological Classics: Lionel Hampton and His Orchestra 1947 (Classics Records, 994)
- 1998 - The Chronological Classics: Tommy Dorsey and His Orchestra 1937, Vol. 2 (Classics Records, 995)
- 1998 - The Chronological Classics: Cab Calloway and His Orchestra 1942-1947 (Classics Records, 996)
- 1998 - The Chronological Classics: Teddy Wilson 1946 (Classics Records, 997)
- 1998 - The Chronological Classics: Ella Fitzgerald 1945-1947 (Classics Records, 998)
- 1998 - The Chronological Classics: Dexter Gordon 1943-1947 (Classics Records, 999)

### The Chronological Classics Series: 1000-1099
(27 décembre 2023).
- 1998 - The Chronological Classics: Charlie Parker 1947 (Classics Records, 1000)
- 1998 - The Chronological Classics: Django Reinhardt 1947 (Classics Records, 1001)
- 1998 - The Chronological Classics: Fats Waller 1939-1940 (Classics Records, 1002)
- 1998 - The Chronological Classics: Bud Powell 1945-1947 (Classics Records, 1003)
- 1998 - The Chronological Classics: Erroll Garner 1946-1947 (Classics Records, 1004)
- 1998 - The Chronological Classics: Nat ''King'' Cole 1946-1947 (Classics Records, 1005)
- 1998 - The Chronological Classics: Gene Krupa and His Orchestra 1941, Vol. 2 (Classics Records, 1006)
- 1998 - The Chronological Classics: Artie Shaw and His Orchestra 1939 (Classics Records, 1007)
- 1998 - The Chronological Classics: Erskine Hawkins and His Orchestra 1946-1947 (Classics Records, 1008)
- 1998 - The Chronological Classics: Don Byas 1946 (Classics Records, 1009)
- 1998 - The Chronological Classics: Louis Jordan and His Tympany Five 1946-1947 (Classics Records, 1010)
- 1998 - The Chronological Classics: Stan Kenton and His Orchestra 1947 (Classics Records, 1011)
- 1998 - The Chronological Classics: Eddie ''Lockjaw'' Davis 1946-1947 (Classics Records, 1012)
- 1998 - The Chronological Classics: Wynonie Harris 1945-1947 (Classics Records, 1013)
- 1998 - The Chronological Classics: Harry James and His Orchestra 1940-1941 (Classics Records, 1014)
- 1998 - The Chronological Classics: Duke Ellington and His Orchestra 1946 (Classics Records, 1015)
- 1998 - The Chronological Classics: Rex Stewart 1946-1947 (Classics Records, 1016)
- 1998 - The Chronological Classics: Ben Webster 1944-1946 (Classics Records, 1017)
- 1998 - The Chronological Classics: Count Basie and His Orchestra 1947 (Classics Records, 1018)
- 1998 - The Chronological Classics: Illinois Jacquet 1946-1947 (Classics Records, 1019)
- 1998 - The Chronological Classics: Maxine Sullivan 1941-1946 (Classics Records, 1020)
- 1998 - The Chronological Classics: Mary Lou Williams 1944-1945 (Classics Records, 1021)
- 1998 - The Chronological Classics: Billy Eckstine and His Orchestra 1946-1947 (Classics Records, 1022)
- 1998 - The Chronological Classics: Wingy Manone and His Orchestra 1939-1940 (Classics Records, 1023)
- 1998 - The Chronological Classics: Herman Chittison 1944-1945 (Classics Records, 1024)
- 1998 - The Chronological Classics: Benny Goodman and His Orchestra 1939 (Classics Records, 1025)
- 1998 - The Chronological Classics: Lucky Millinder and His Orchestra 1943-1947 (Classics Records, 1026)
- 1998 - The Chronological Classics: James P. Johnson 1944-1945 (Classics Records, 1027)
- 1998 - The Chronological Classics: The Spirits of Rhythm 1933-1945 (Classics Records, 1028)
- 1998 - The Chronological Classics: Pete Brown 1942-1945 (Classics Records, 1029)
- 1998 - The Chronological Classics: Fats Waller 1940-1941 (Classics Records, 1030)
- 1998 - The Chronological Classics: Nat ''King'' Cole 1947 (Classics Records, 1031)
- 1998 - The Chronological Classics: Jack Teagarden and His Orchestra 1944-1947 (Classics Records, 1032)
- 1998 - The Chronological Classics: Eddie Condon 1944-1946 (Classics Records, 1033)
- 1998 - The Chronological Classics: Joe Turner 1946-1947 (Classics Records, 1034)
- 1998 - The Chronological Classics: Tommy Dorsey and His Orchestra 1937, Vol. 3 (Classics Records, 1035)
- 1998 - The Chronological Classics: Helen Humes 1945-1947 (Classics Records, 1036)
- 1998 - The Chronological Classics: Trummy Young 1944-1946 (Classics Records, 1037)
- 1998 - The Chronological Classics: Eddie Heywood 1944-1946 (Classics Records, 1038)
- 1998 - The Chronological Classics: Stan Kenton and His Orchestra 1947, Vol. 2 (Classics Records, 1039)
- 1999 - The Chronological Classics: Billie Holiday 1945-1948 (Classics Records, 1040)
- 1999 - The Chronological Classics: Earl Hines and His Orchestra 1945-1947 (Classics Records, 1041)
- 1999 - The Chronological Classics: Woody Herman and His Orchestra 1936-1937 (Classics Records, 1042)
- 1999 - The Chronological Classics: Benny Carter and His Orchestra 1946-1948 (Classics Records, 1043)
- 1999 - The Chronological Classics: Charlie Ventura 1945-1946 (Classics Records, 1044)
- 1999 - The Chronological Classics: Artie Shaw and His Orchestra 1939, Vol. 2 (Classics Records, 1045)
- 1999 - The Chronological Classics: Django Reinhardt 1947, Vol. 2 (Classics Records, 1046)
- 1999 - The Chronological Classics: Bobby Hackett and His Orchestra 1943-1947 (Classics Records, 1047)
- 1999 - The Chronological Classics: Louis Prima and His New Orleans Gang 1934-1935 (Classics Records, 1048)
- 1999 - The Chronological Classics: Ella Fitzgerald 1947-1948 (Classics Records, 1049)
- 1999 - The Chronological Classics: Mary Lou Williams 1945-1947 (Classics Records, 1050)
- 1999 - The Chronological Classics: Duke Ellington and His Orchestra 1946-1947 (Classics Records, 1051)
- 1999 - The Chronological Classics: Harry James and His Orchestra 1941 (Classics Records, 1052)
- 1999 - The Chronological Classics: Edgar Hayes and His Orchestra 1938-1948 (Classics Records, 1053)
- 1999 - The Chronological Classics: Stuff Smith 1939-1944 (Classics Records, 1054)
- 1999 - The Chronological Classics: Bob Howard and His Orchestra 1937-1947 (Classics Records, 1055)
- 1999 - The Chronological Classics: Gene Krupa and His Orchestra 1941-1942 (Classics Records, 1056)
- 1999 - The Chronological Classics: Rex Stewart 1947-1948 (Classics Records, 1057)
- 1999 - The Chronological Classics: Howard McGhee 1948 (Classics Records, 1058)
- 1999 - The Chronological Classics: James P. Johnson 1945-1947 (Classics Records, 1059)
- 1999 - The Chronological Classics: Pat Flowers 1941-1945 (Classics Records, 1060)
- 1999 - The Chronological Classics: Mildred Bailey 1929-1932 (Classics Records, 1061)
- 1999 - The Chronological Classics: Nat ''King'' Cole 1947, Vol. 2 (Classics Records, 1062)
- 1999 - The Chronological Classics: Johnny Guarnieri 1946-1947 (Classics Records, 1063)
- 1999 - The Chronological Classics: Benny Goodman and His Orchestra, Vol. 2 (Classics Records, 1064)
- 1999 - The Chronological Classics: Etta Jones 1944-1947 (Classics Records, 1065)
- 1999 - The Chronological Classics: Luis Russell and His Orchestra 1945-1946 (Classics Records, 1066)
- 1999 - The Chronological Classics: Henry ''Red'' Allen 1944-1947 (Classics Records, 1067)
- 1999 - The Chronological Classics: Fats Waller 1941 (Classics Records, 1068)
- 1999 - The Chronological Classics: Kid Ory 1922-1945 (Classics Records, 1069)
- 1999 - The Chronological Classics: Joe Sullivan 1944-1945 (Classics Records, 1070)
- 1999 - The Chronological Classics: Arnett Cobb and His Orchestra 1946-1947 (Classics Records, 1071)
- 1999 - The Chronological Classics: Louis Armstrong and His All Stars 1947 (Classics Records, 1072)
- 1999 - The Chronological Classics: Don Byas 1947 (Classics Records, 1073)
- 1999 - The Chronological Classics: Mezz Mezzrow 1944-1945 (Classics Records, 1074)
- 1999 - The Chronological Classics: Andy Kirk and His Orchestra 1943-1949 (Classics Records, 1075)
- 1999 - The Chronological Classics: Bob Howard and His Orchestra 1936-1937 (Classics Records, 1076)
- 1999 - The Chronological Classics: Louis Prima and His New Orleans Gang 1935-1936 (Classics Records, 1077)
- 1999 - The Chronological Classics: Tommy Dorsey and His Orchestra 1937-1938 (Classics Records, 1078)
- 1999 - The Chronological Classics: Buddy Johnson and His Orchestra 1942-1947 (Classics Records, 1079)
- 1999 - The Chronological Classics: Mildred Bailey 1932-1936 (Classics Records, 1080)
- 1999 - The Chronological Classics: Stuff Smith 1944-1946 (Classics Records, 1081)
- 1999 - The Chronological Classics: Jimmie Lunceford and His Orchestra 1945-1947 (Classics Records, 1082)
- 1999 - The Chronological Classics: Sam Price 1942-1945 (Classics Records, 1083)
- 1999 - The Chronological Classics: Oscar Peterson 1945-1947 (Classics Records, 1084)
- 1999 - The Chronological Classics: Red Norvo and His Orchestra 1933-1936 (Classics Records, 1085)
- 1999 - The Chronological Classics: Duke Ellington and His Orchestra 1947 (Classics Records, 1086)
- 1999 - The Chronological Classics: Artie Shaw and His Orchestra 1939-1940 (Classics Records, 1087)
- 1999 - The Chronological Classics: Charles Brown 1946-1947 (Classics Records, 1088)
- 1999 - The Chronological Classics: Howard McGhee 1946-1948 (Classics Records, 1089)
- 1999 - The Chronological Classics: Woody Herman and His Orchestra 1937-1938 (Classics Records, 1090)
- 1999 - The Chronological Classics: Wingy Manone and His Orchestra 1940-1944 (Classics Records, 1091)
- 1999 - The Chronological Classics: Harry James and His Orchestra 1941, Vol. 2 (Classics Records, 1092)
- 1999 - The Chronological Classics: Pat Flowers 1945-1947 (Classics Records, 1093)
- 1999 - The Chronological Classics: Joe Turner 1947-1948 (Classics Records, 1094)
- 1999 - The Chronological Classics: Mezz Mezzrow 1947 (Classics Records, 1095)
- 1999 - The Chronological Classics: Gene Krupa and His Orchestra 1942-1945 (Classics Records, 1096)
- 1999 - The Chronological Classics: Fats Waller 1942-1943 (Classics Records, 1097)
- 1999 - The Chronological Classics: Benny Goodman and His Orchestra 1939-1940 (Classics Records, 1098)
- 1999 - The Chronological Classics: Buddy Rich and His Orchestra 1946-1948 (Classics Records, 1099)

### The Chronological Classics Series: 1100-1199
(27 décembre 2023).
- 2000 - The Chronological Classics: Albert Ammons 1946-1948 (Classics Records, 1100)
- 2000 - The Chronological Classics: Sarah Vaughan 1947-1949 (Classics Records, 1101)
- 2000 - The Chronological Classics: Dizzy Gillespie and His Orchestra 1947-1949 (Classics Records, 1102)
- 2000 - The Chronological Classics: Charlie Parker 1947-1949 (Classics Records, 1103)
- 2000 - The Chronological Classics: Art Tatum 1949 (Classics Records, 1104)
- 2000 - The Chronological Classics: Cootie Williams and His Orchestra 1946-1949 (Classics Records, 1105)
- 2000 - The Chronological Classics: Tadd Dameron 1947-1949 (Classics Records, 1106)
- 2000 - The Chronological Classics: Count Basie and His Orchestra 1947-1949 (Classics Records, 1107)
- 2000 - The Chronological Classics: Fats Navarro 1947-1949 (Classics Records, 1108)
- 2000 - The Chronological Classics: Erroll Garner 1947-1949 (Classics Records, 1109)
- 2000 - The Chronological Classics: Pete Johnson 1947-1949 (Classics Records, 1110)
- 2000 - The Chronological Classics: Charlie Ventura 1946-1947 (Classics Records, 1111)
- 2000 - The Chronological Classics: Sidney Bechet 1947-1949 (Classics Records, 1112)
- 2000 - The Chronological Classics: Lucky Thompson 1944-1947 (Classics Records, 1113)
- 2000 - The Chronological Classics: Mildred Bailey 1937-1938 (Classics Records, 1114)
- 2000 - The Chronological Classics: Buddy Johnson and His Orchestra 1947-1949 (Classics Records, 1115)
- 2000 - The Chronological Classics: James Moody 1948-1949 (Classics Records, 1116)
- 2000 - The Chronological Classics: Tommy Dorsey and His Orchestra 1938 (Classics Records, 1117)
- 2000 - The Chronological Classics: Thelonious Monk 1947-1948 (Classics Records, 1118)
- 2000 - The Chronological Classics: Duke Ellington and His Orchestra 1947-1948 (Classics Records, 1119)
- 2000 - The Chronological Classics: Earl Hines and His Orchestra 1947-1949 (Classics Records, 1120)
- 2000 - The Chronological Classics: Bob Howard and His Orchestra 1935-1936 (Classics Records, 1121)
- 2000 - The Chronological Classics: Valaida Snow 1937-1940 (Classics Records, 1122)
- 2000 - The Chronological Classics: Red Norvo and His Orchestra 1936-1937 (Classics Records, 1123)
- 2000 - The Chronological Classics: Babs Gonzales 1947-1949 (Classics Records, 1124)
- 2000 - The Chronological Classics: Howard McGhee 1945-1946 (Classics Records, 1125)
- 2000 - The Chronological Classics: Stan Getz 1946-1949 (Classics Records, 1126)
- 2000 - The Chronological Classics: Artie Shaw and His Orchestra 1940 (Classics Records, 1127)
- 2000 - The Chronological Classics: Woody Herman and His Orchestra 1939 (Classics Records, 1128)
- 2000 - The Chronological Classics: New Orleans Rhythm Kings 1922-1923 (Classics Records, 1129)
- 2000 - The Chronological Classics: Blue Lu Barker 1946-1949 (Classics Records, 1130)
- 2000 - The Chronological Classics: Benny Goodman and His Orchestra 1940 (Classics Records, 1131)
- 2000 - The Chronological Classics: Harry James and His Orchestra 1941-1942 (Classics Records, 1132)
- 2000 - The Chronological Classics: Charlie Barnet and His Orchestra 1933-1936 (Classics Records, 1133)
- 2000 - The Chronological Classics: Louis Jordan and His Tympany Five 1947-1949 (Classics Records, 1134)
- 2000 - The Chronological Classics: Nat ''King'' Cole 1947, Vol. 3 (Classics Records, 1135)
- 2000 - The Chronological Classics: John Hardee 1946-1948 (Classics Records, 1136)
- 2000 - The Chronological Classics: Billy Taylor 1945-1949 (Classics Records, 1137)
- 2000 - The Chronological Classics: Erroll Garner 1949 (Classics Records, 1138)
- 2000 - The Chronological Classics: Wynonie Harris 1947-1949 (Classics Records, 1139)
- 2000 - The Chronological Classics: Sidney Bechet 1949 (Classics Records, 1140)
- 2000 - The Chronological Classics: The Three Keys 1932-1933 / Bon Bon & His Buddies 1941-1942 (Classics Records, 1141)
- 2000 - The Chronological Classics: Billy Eckstine 1947 (Classics Records, 1142)
- 2000 - The Chronological Classics: Gene Krupa and His Orchestra 1945 (Classics Records, 1143)
- 2000 - The Chronological Classics: Louis Armstrong and His All Stars 1947, Vol. 2 (Classics Records, 1144)
- 2000 - The Chronological Classics: Russell Jacquet 1945-1949 (Classics Records, 1145)
- 2000 - The Chronological Classics: Louis Prima and His New Orleans Gang 1937-1939 (Classics Records, 1146)
- 2000 - The Chronological Classics: Charles Brown 1947-1948 (Classics Records, 1147)
- 2000 - The Chronological Classics: Erskine Hawkins and His Orchestra 1947-1949 (Classics Records, 1148)
- 2000 - The Chronological Classics: Charlie Ventura 1947-1949 (Classics Records, 1149)
- 2000 - The Chronological Classics: New Orleans Rhythm Kings 1925-1935 (Classics Records, 1150)
- 2000 - The Chronological Classics: Jimmie Lunceford's Orchestra 1948-1949 (Classics Records, 1151)
- 2000 - The Chronological Classics: Bob Howard and His Orchestra 1932-1935 (Classics Records, 1152)
- 2000 - The Chronological Classics: Ella Fitzgerald 1949 (Classics Records, 1153)
- 2000 - The Chronological Classics: Benny Goodman and His Orchestra 1940-1941 (Classics Records, 1154)
- 2000 - The Chronological Classics: Nat ''King'' Cole 1947-1949 (Classics Records, 1155)
- 2000 - The Chronological Classics: Tommy Dorsey and His Orchestra 1938, Vol. II (Classics Records, 1156)
- 2000 - The Chronological Classics: Red Norvo and His Orchestra 1937-1938 (Classics Records, 1157)
- 2000 - The Chronological Classics: Valaida Snow 1933-1936 (Classics Records, 1158)
- 2000 - The Chronological Classics: Charlie Barnet and His Orchestra 1936-1937 (Classics Records, 1159)
- 2000 - The Chronological Classics: Mildred Bailey 1938 (Classics Records, 1160)
- 2001 - The Chronological Classics: Lionel Hampton and His Orchestra 1949-1950 (Classics Records, 1161)
- 2001 - The Chronological Classics: Coleman Hawkins 1947-1950 (Classics Records, 1162)
- 2001 - The Chronological Classics: Woody Herman and His Orchestra 1939-1940 (Classics Records, 1163)
- 2001 - The Chronological Classics: Rex Stewart 1948-1949 (Classics Records, 1164)
- 2001 - The Chronological Classics: Dodo Marmarosa 1945-1950 (Classics Records, 1165)
- 2001 - The Chronological Classics: Sarah Vaughan 1949-1950 (Classics Records, 1166)
- 2001 - The Chronological Classics: Artie Shaw and His Orchestra 1940-1941 (Classics Records, 1167)
- 2001 - The Chronological Classics: Dizzy Gillespie and His Orchestra 1949-1950 (Classics Records, 1168)
- 2001 - The Chronological Classics: James Moody 1949-1950 (Classics Records, 1169)
- 2001 - The Chronological Classics: Bud Powell 1949-1950 (Classics Records, 1170)
- 2001 - The Chronological Classics: Kenny Clarke 1946-1948 (Classics Records, 1171)
- 2001 - The Chronological Classics: Stan Getz 1950 (Classics Records, 1172)
- 2001 - The Chronological Classics: Lucky Millinder and His Orchestra 1947-1950 (Classics Records, 1173)
- 2001 - The Chronological Classics: Sonny Stitt 1946-1950 (Classics Records, 1174)
- 2001 - The Chronological Classics: Jess Stacy 1944-1950 (Classics Records, 1175)
- 2001 - The Chronological Classics: J.J. Johnson 1946-1949 (Classics Records, 1176)
- 2001 - The Chronological Classics: Eddie Condon 1947-1950 (Classics Records, 1177)
- 2001 - The Chronological Classics: Harry James and His Orchestra 1942 (Classics Records, 1178)
- 2001 - The Chronological Classics: Louis Armstrong 1949-1950 (Classics Records, 1179)
- 2001 - The Chronological Classics: Joe Turner 1949-1950 (Classics Records, 1180)
- 2001 - The Chronological Classics: Gene Sedric 1938-1947 (Classics Records, 1181)
- 2001 - The Chronological Classics: Erroll Garner 1949, Vol. 2 (Classics Records, 1182)
- 2001 - The Chronological Classics: Kid Ory 1945-1950 (Classics Records, 1183)
- 2001 - The Chronological Classics: Lennie Tristano 1946-1947 (Classics Records, 1184)
- 2001 - The Chronological Classics: Stan Kenton and His Orchestra 1950 (Classics Records, 1185)
- 2001 - The Chronological Classics: Sidney Bechet 1949, Vol. 2 (Classics Records, 1186)
- 2001 - The Chronological Classics: Mildred Bailey 1939 (Classics Records, 1187)
- 2001 - The Chronological Classics: Frankie Trumbauer and His Orchestra 1927-1928 (Classics Records, 1188)
- 2001 - The Chronological Classics: Johnny Hodges and His Orchestra 1945-1950 (Classics Records, 1189)
- 2001 - The Chronological Classics: Sy Oliver and His Orchestra 1945-1949 (Classics Records, 1190)
- 2001 - The Chronological Classics: Duke Ellington and His Orchestra 1949-1950 (Classics Records, 1191)
- 2001 - The Chronological Classics: Red Norvo and His Orchestra 1938-1939 (Classics Records, 1192)
- 2001 - The Chronological Classics: Lionel Hampton and His Orchestra 1950 (Classics Records, 1193)
- 2001 - The Chronological Classics: Charlie Barnet and His Orchestra 1937-1939 (Classics Records, 1194)
- 2001 - The Chronological Classics: Ella Fitzgerald 1950 (Classics Records, 1195)
- 2001 - The Chronological Classics: Nat ''King'' Cole 1949 (Classics Records, 1196)
- 2001 - The Chronological Classics: Tommy Dorsey and His Orchestra 1938-1939 (Classics Records, 1197)
- 2001 - The Chronological Classics: Oscar Peterson 1949-1950 (Classics Records, 1198)
- 2001 - The Chronological Classics: Hot Lips Page 1946-1950 (Classics Records, 1199)

### The Chronological Classics Series: 1200-1299
(27 décembre 2023).
- 2001 - The Chronological Classics: Jimmy Mundy and His Orchestra 1937-1947 (Classics Records, 1200)
- 2001 - The Chronological Classics: Louis Prima and His Orchestra 1940-1944 (Classics Records, 1201)
- 2001 - The Chronological Classics: Benny Goodman and His Orchestra 1941 (Classics Records, 1202)
- 2001 - The Chronological Classics: Leo Parker 1947-1950 (Classics Records, 1203)
- 2001 - The Chronological Classics: Pee Wee Russell 1935-1946 (Classics Records, 1204)
- 2001 - The Chronological Classics: Erroll Garner 1949-1950 (Classics Records, 1205)
- 2001 - The Chronological Classics: Artie Shaw and His Orchestra 1941-1942 (Classics Records, 1206)
- 2001 - The Chronological Classics: Buddy Tate 1945-1950 (Classics Records, 1207)
- 2001 - The Chronological Classics: Bix Beiderbecke with Paul Whiteman 1927-1928 (Classics Records, 1208)
- 2001 - The Chronological Classics: Una Mae Carlisle 1938-1941 (Classics Records, 1209)
- 2001 - The Chronological Classics: Charles Brown 1948-1949 (Classics Records, 1210)
- 2001 - The Chronological Classics: Joe Venuti 1926-1928 (Classics Records, 1211)
- 2001 - The Chronological Classics: Red Nichols 1925-1927 (Classics Records, 1212)
- 2001 - The Chronological Classics: Pearl Bailey 1944-1947 (Classics Records, 1213)
- 2001 - The Chronological Classics: Kenny Clarke 1948-1950 (Classics Records, 1214)
- 2001 - The Chronological Classics: Charlie Ventura 1949 (Classics Records, 1215)
- 2001 - The Chronological Classics: Frankie Trumbauer and His Orchestra 1928-1929 (Classics Records, 1216)
- 2001 - The Chronological Classics: Duke Ellington and His Orchestra 1950 (Classics Records, 1217)
- 2001 - The Chronological Classics: Gerald Wiggins 1950 (Classics Records, 1218)
- 2001 - The Chronological Classics: Eddie Heywood 1946-1947 (Classics Records, 1219)
- 2002 - The Chronological Classics: Billie Holiday 1949-1951 (Classics Records, 1220)
- 2002 - The Chronological Classics: Slim Gaillard 1947-1951 (Classics Records, 1221)
- 2002 - The Chronological Classics: Charlie Parker 1950 (Classics Records, 1222)
- 2002 - The Chronological Classics: Sidney Bechet 1949, Vol. 3 (Classics Records, 1223)
- 2002 - The Chronological Classics: Teddy Wilson 1947-1950 (Classics Records, 1224)
- 2002 - The Chronological Classics: Mildred Bailey 1939-1940 (Classics Records, 1225)
- 2002 - The Chronological Classics: Charlie Barnet and His Orchestra 1939 (Classics Records, 1226)
- 2002 - The Chronological Classics: Harry James and His Orchestra 1942-1944 (Classics Records, 1227)
- 2002 - The Chronological Classics: Count Basie and His Orchestra 1950-1951 (Classics Records, 1228)
- 2002 - The Chronological Classics: Willie ''The Lion'' Smith 1944-1949 (Classics Records, 1229)
- 2002 - The Chronological Classics: Una Mae Carlisle 1941-1944 (Classics Records, 1230)
- 2002 - The Chronological Classics: Gene Krupa and His Orchestra 1945-1946 (Classics Records, 1231)
- 2002 - The Chronological Classics: Red Norvo and His Orchestra 1939-1943 (Classics Records, 1232)
- 2002 - The Chronological Classics: Louis Armstrong 1950-1951 (Classics Records, 1233)
- 2002 - The Chronological Classics: Al Hibbler 1946-1949 (Classics Records, 1234)
- 2002 - The Chronological Classics: Bix Beiderbecke with Paul Whiteman 1928-1929 (Classics Records, 1235)
- 2002 - The Chronological Classics: Benny Goodman and His Orchestra 1941, Vol. 2 (Classics Records, 1236)
- 2002 - The Chronological Classics: Tommy Dorsey and His Orchestra 1939 (Classics Records, 1237)
- 2002 - The Chronological Classics: Louis Jordan and His Tympany Five 1950-1951 (Classics Records, 1238)
- 2002 - The Chronological Classics: Don Byas 1947-1951 (Classics Records, 1239)
- 2002 - The Chronological Classics: Erroll Garner 1950 (Classics Records, 1240)
- 2002 - The Chronological Classics: Red Nichols 1927-1928 (Classics Records, 1241)
- 2002 - The Chronological Classics: Artie Shaw and His Orchestra 1942-1945 (Classics Records, 1242)
- 2002 - The Chronological Classics: Woody Herman and His Orchestra 1940 (Classics Records, 1243)
- 2002 - The Chronological Classics: Buddy Johnson and His Orchestra 1950-1951 (Classics Records, 1244)
- 2002 - The Chronological Classics: Frankie Trumbauer and His Orchestra 1929-1931 (Classics Records, 1245)
- 2002 - The Chronological Classics: Joe Venuti 1928-1930 (Classics Records, 1246)
- 2002 - The Chronological Classics: Lester Young 1947-1951 (Classics Records, 1247)
- 2002 - The Chronological Classics: Johnny Hodges and His Orchestra 1950-1951 (Classics Records, 1248)
- 2002 - The Chronological Classics: Ethel Waters 1946-1947 (Classics Records, 1249)
- 2002 - The Chronological Classics: Oscar Peterson 1950 (Classics Records, 1250)
- 2002 - The Chronological Classics: Gene Ammons 1947-1949 (Classics Records, 1251)
- 2002 - The Chronological Classics: Cleo Brown 1935-1951 (Classics Records, 1252)
- 2002 - The Chronological Classics: Ben Webster 1946-1951 (Classics Records, 1253)
- 2002 - The Chronological Classics: Illinois Jacquet 1947-1951 (Classics Records, 1254)
- 2002 - The Chronological Classics: Stan Kenton and His Orchestra 1950-1951 (Classics Records, 1255)
- 2002 - The Chronological Classics: Bill Coleman 1940-1949 (Classics Records, 1256)
- 2002 - The Chronological Classics: Erskine Hawkins and His Orchestra 1950-1951 (Classics Records, 1257)
- 2002 - The Chronological Classics: Duke Ellington and His Orchestra 1950-1951 (Classics Records, 1258)
- 2002 - The Chronological Classics: Roy Eldridge 1950-1951 (Classics Records, 1259)
- 2002 - The Chronological Classics: Mary Lou Williams 1949-1951 (Classics Records, 1260)
- 2002 - The Chronological Classics: Ella Fitzgerald 1951 (Classics Records, 1261)
- 2002 - The Chronological Classics: Lionel Hampton and His Orchestra 1950-1951 (Classics Records, 1262)
- 2002 - The Chronological Classics: James Moody 1950-1951 (Classics Records, 1263)
- 2002 - The Chronological Classics: Wardell Gray 1946-1950 (Classics Records, 1264)
- 2002 - The Chronological Classics: Una Mae Carlisle 1944-1950 (Classics Records, 1265)
- 2002 - The Chronological Classics: Charlie Barnet and His Orchestra 1939-1940 (Classics Records, 1266)
- 2002 - The Chronological Classics: The Red Heads 1925-1927 (Classics Records, 1267)
- 2002 - The Chronological Classics: Harry James and His Orchestra 1944-1945 (Classics Records, 1268)
- 2002 - The Chronological Classics: Miff Mole 1927 (Classics Records, 1269)
- 2002 - The Chronological Classics: Red Nichols 1928-1929 (Classics Records, 1270)
- 2002 - The Chronological Classics: Benny Goodman and His Orchestra 1941, Vol. 3 (Classics Records, 1271)
- 2002 - The Chronological Classics: Charles Brown 1949-1951 (Classics Records, 1272)
- 2002 - The Chronological Classics: Louis Prima and His Orchestra 1944-1945 (Classics Records, 1273)
- 2002 - The Chronological Classics: Anita O'Day 1945-1950 (Classics Records, 1274)
- 2002 - The Chronological Classics: Frankie Trumbauer and His Orchestra 1932-1936 (Classics Records, 1275)
- 2002 - The Chronological Classics: Joe Venuti 1930-1933 (Classics Records, 1276)
- 2002 - The Chronological Classics: Artie Shaw and His Orchestra 1945 (Classics Records, 1277)
- 2002 - The Chronological Classics: Tommy Dorsey and His Orchestra 1939, Vol. 2 (Classics Records, 1278)
- 2002 - The Chronological Classics: Mildred Bailey 1940-1942 (Classics Records, 1279)
- 2003 - The Chronological Classics: Sidney Bechet 1950 (Classics Records, 1280)
- 2003 - The Chronological Classics: Count Basie and His Orchestra 1952 (Classics Records, 1281)
- 2003 - The Chronological Classics: Duke Ellington and His Orchestra 1951 (Classics Records, 1282)
- 2003 - The Chronological Classics: Louis Armstrong 1951-1952 (Classics Records, 1283)
- 2003 - The Chronological Classics: Rex Stewart 1949 (Classics Records, 1284)
- 2003 - The Chronological Classics: Billie Holiday 1952 (Classics Records, 1285)
- 2003 - The Chronological Classics: Dizzy Gillespie and His Orchestra 1951-1952 (Classics Records, 1286)
- 2003 - The Chronological Classics: Cab Calloway and His Orchestra 1949-1955 (Classics Records, 1287)
- 2003 - The Chronological Classics: Earl Hines 1949-1952 (Classics Records, 1288)
- 2003 - The Chronological Classics: Wynonie Harris 1950-1952 (Classics Records, 1289)
- 2003 - The Chronological Classics: Lennie Tristano 1947-1951 (Classics Records, 1290)
- 2003 - The Chronological Classics: Sonny Stitt 1950-1951 (Classics Records, 1291)
- 2003 - The Chronological Classics: Stan Kenton and His Orchestra 1951 (Classics Records, 1292)
- 2003 - The Chronological Classics: Pearl Bailey 1947-1950 (Classics Records, 1293)
- 2003 - The Chronological Classics: Howard McGhee 1949-1952 (Classics Records, 1294)
- 2003 - The Chronological Classics: Dexter Gordon 1947-1952 (Classics Records, 1295)
- 2003 - The Chronological Classics: Sarah Vaughan 1951-1952 (Classics Records, 1296)
- 2003 - The Chronological Classics: Benny Carter and His Orchestra 1948-1952 (Classics Records, 1297)
- 2003 - The Chronological Classics: Miff Mole 1928-1937 (Classics Records, 1298)
- 2003 - The Chronological Classics: Stan getz 1951 (Classics Records, 1299)

### The Chronological Classics Series: 1300-1399
(27 décembre 2023).
- 2003 - The Chronological Classics: Al Hibbler 1950-1952 (Classics Records, 1300)
- 2003 - The Chronological Classics: Jimmy Jones 1946-1947 (Classics Records, 1301)
- 2003 - The Chronological Classics: Mezz Mezzrow 1947-1951 (Classics Records, 1302)
- 2003 - The Chronological Classics: Benny Goodman and His Orchestra 1941-1942 (Classics Records, 1303)
- 2003 - The Chronological Classics: Woody Herman and His Orchestra 1940-1941 (Classics Records, 1304)
- 2003 - The Chronological Classics: Nat ''King'' Cole 1949-1950 (Classics Records, 1305)
- 2003 - The Chronological Classics: Red Norvo and His Orchestra 1943-1944 (Classics Records, 1306)
- 2003 - The Chronological Classics: Budd Johnson 1944-1952 (Classics Records, 1307)
- 2003 - The Chronological Classics: Hazel Scott 1939-1945 (Classics Records, 1308)
- 2003 - The Chronological Classics: Charlie Ventura 1949-1951 (Classics Records, 1309)
- 2003 - The Chronological Classics: Erroll Garner 1950-1951 (Classics Records, 1310)
- 2003 - The Chronological Classics: Roy Eldridge 1951 (Classics Records, 1311)
- 2003 - The Chronological Classics: Louisiana Rhythm Kings 1929-1930 (Classics Records, 1312)
- 2003 - The Chronological Classics: Harry James and His Orchestra 1945-1946 (Classics Records, 1313)
- 2003 - The Chronological Classics: Charlie Parker 1951-1952 (Classics Records, 1314)
- 2003 - The Chronological Classics: Don Byas 1951-1952 (Classics Records, 1315)
- 2003 - The Chronological Classics: Mildred Bailey 1943-1945 (Classics Records, 1316)
- 2003 - The Chronological Classics: Django Reinhardt 1947-1951 (Classics Records, 1317)
- 2003 - The Chronological Classics: Charlie Barnet and His Orchestra 1940 (Classics Records, 1318)
- 2003 - The Chronological Classics: Gene Krupa and His Orchestra 1947-1949 (Classics Records, 1319)
- 2003 - The Chronological Classics: Duke Ellington and His Orchestra 1952 (Classics Records, 1320)
- 2003 - The Chronological Classics: Dizzy Gillespie 1952 (Classics Records, 1321)
- 2003 - The Chronological Classics: Georgie Auld 1940-1945 (Classics Records, 1322)
- 2003 - The Chronological Classics: Oscar Peterson 1950-1952 (Classics Records, 1323)
- 2003 - The Chronological Classics: Benny Goodman and His Orchestra 1942 (Classics Records, 1324)
- 2003 - The Chronological Classics: Lester Young 1951-1952 (Classics Records, 1325)
- 2003 - The Chronological Classics: Sidney Bechet 1950-1951 (Classics Records, 1326)
- 2003 - The Chronological Classics: Tommy Dorsey and His Orchestra 1939, Vol. 3 (Classics Records, 1327)
- 2003 - The Chronological Classics: Ella Fitzgerald 1952 (Classics Records, 1328)
- 2003 - The Chronological Classics: Gene Ammons 1949-1950 (Classics Records, 1329)
- 2003 - The Chronological Classics: Artie Shaw and His Orchestra 1945-1946 (Classics Records, 1330)
- 2003 - The Chronological Classics: Frankie Trumbauer and His Orchestra 1936-1946 (Classics Records, 1331)
- 2003 - The Chronological Classics: Red Nichols 1929 (Classics Records, 1332)
- 2003 - The Chronological Classics: Helen Humes 1948-1950 (Classics Records, 1333)
- 2003 - The Chronological Classics: Herman Chittison 1945-1950 (Classics Records, 1334)
- 2003 - The Chronological Classics: Benny Goodman and His Orchestra 1942-1944 (Classics Records, 1335)
- 2003 - The Chronological Classics: Anita O'Day 1950-1952 (Classics Records, 1336)
- 2003 - The Chronological Classics: Mildred Bailey 1945-1947 (Classics Records, 1337)
- 2003 - The Chronological Classics: Stan Getz 1951-1952 (Classics Records, 1338)
- 2004 - The Chronological Classics: Bill Coleman 1951-1952 (Classics Records, 1339)
- 2004 - The Chronological Classics: Coleman Hawkins 1950-1953 (Classics Records, 1340)
- 2004 - The Chronological Classics: Erroll Garner 1951-1952 (Classics Records, 1341)
- 2004 - The Chronological Classics: Hot Lips Page 1950-1953 (Classics Records, 1342)
- 2004 - The Chronological Classics: Valaida Snow 1940-1953 (Classics Records, 1343)
- 2004 - The Chronological Classics: Billy Taylor 1950-1952 (Classics Records, 1344)
- 2004 - The Chronological Classics: Benny Goodman and His Orchestra 1944-1945 (Classics Records, 1345)
- 2004 - The Chronological Classics: Mary Lou Williams 1951-1953 (Classics Records, 1346)
- 2004 - The Chronological Classics: Dizzy Gillespie 1952-1953 (Classics Records, 1347)
- 2004 - The Chronological Classics: Joe Venuti 1933 (Classics Records, 1348)
- 2004 - The Chronological Classics: Willie ''The Lion'' Smith 1950 (Classics Records, 1349)
- 2004 - The Chronological Classics: Duke Ellington and His Orchestra 1952-1953 (Classics Records, 1350)
- 2004 - The Chronological Classics: Georgie Auld 1945-1946 (Classics Records, 1351)
- 2004 - The Chronological Classics: Louis Armstrong 1952-1953 (Classics Records, 1352)
- 2004 - The Chronological Classics: Joe Sullivan 1945-1953 (Classics Records, 1353)
- 2004 - The Chronological Classics: Eddie Condon 1951-1953 (Classics Records, 1354)
- 2004 - The Chronological Classics: Benny Goodman and His Orchestra 1945 (Classics Records, 1355)
- 2004 - The Chronological Classics: Red Norvo and His Orchestra 1944-1945 (Classics Records, 1356)
- 2004 - The Chronological Classics: Eddie Lang 1927-1932 (Classics Records, 1357)
- 2004 - The Chronological Classics: Sidney Bechet 1951-1952 (Classics Records, 1358)
- 2004 - The Chronological Classics: Gene Krupa and His Orchestra 1949-1951 (Classics Records, 1359)
- 2004 - The Chronological Classics: Eddie Heywood 1950-1951 (Classics Records, 1360)
- 2004 - The Chronological Classics: Oscar Peterson 1952 (Classics Records, 1361)
- 2004 - The Chronological Classics: Buck Clayton 1949-1953 (Classics Records, 1362)
- 2004 - The Chronological Classics: Charlie Ventura 1951-1953 (Classics Records, 1363)
- 2004 - The Chronological Classics: Teddy Wilson 1952-1953 (Classics Records, 1364)
- 2004 - The Chronological Classics: Sy Oliver and His Orchestra 1949-1952 (Classics Records, 1365)
- 2004 - The Chronological Classics: Benny Goodman and His Orchestra 1945, Vol. 2 (Classics Records, 1366)
- 2004 - The Chronological Classics: Gene Ammons 1950-1951 (Classics Records, 1367)
- 2004 - The Chronological Classics: Artie Shaw and His Orchestra 1946-1950 (Classics Records, 1368)
- 2004 - The Chronological Classics: Red Nichols 1929-1930 (Classics Records, 1369)
- 2004 - The Chronological Classics: Erroll Garner 1952-1953 (Classics Records, 1370)
- 2004 - The Chronological Classics: Georgie Auld 1946-1951 (Classics Records, 1371)
- 2004 - The Chronological Classics: Don Byas 1952 (Classics Records, 1372)
- 2004 - The Chronological Classics: Bud Powell 1951-1953 (Classics Records, 1373)
- 2004 - The Chronological Classics: Louis Prima and His Orchestra 1945 (Classics Records, 1374)
- 2004 - The Chronological Classics: Benny Goodman and His Orchestra 1946 (Classics Records, 1375)
- 2004 - The Chronological Classics: Illinois Jacquet 1951-1952 (Classics Records, 1376)
- 2004 - The Chronological Classics: Glenn Miller and His Orchestra 1935-1938 (Classics Records, 1377)
- 2004 - The Chronological Classics: Sonny Stitt 1951-1953 (Classics Records, 1378)
- 2004 - The Chronological Classics: Stan Getz 1952-1953 (Classics Records, 1379)
- 2005 - The Chronological Classics: Dizzy Gillespie 1953 (Classics Records, 1380)
- 2005 - The Chronological Classics: Bill Coleman 1952-1953 (Classics Records, 1381)
- 2005 - The Chronological Classics: Eddie ''Lockjaw'' Davis 1948-1952 (Classics Records, 1382)
- 2005 - The Chronological Classics: Billy Taylor 1952-1953 (Classics Records, 1383)
- 2005 - The Chronological Classics: Sidney Bechet 1952 (Classics Records, 1384)
- 2005 - The Chronological Classics: Benny Goodman and His Orchestra 1946-1947 (Classics Records, 1385)
- 2005 - The Chronological Classics: Red Norvo and His Orchestra 1945-1947 (Classics Records, 1386)
- 2005 - The Chronological Classics: Count Basie and His Orchestra 1952-1953 (Classics Records, 1387)
- 2005 - The Chronological Classics: James Moody 1951 (Classics Records, 1388)
- 2005 - The Chronological Classics: Johnny Hodges and His Orchestra 1951-1952 (Classics Records, 1389)
- 2005 - The Chronological Classics: Gene Krupa 1952-1953 (Classics Records, 1390)
- 2005 - The Chronological Classics: Erroll Garner 1953 (Classics Records, 1391)
- 2005 - The Chronological Classics: Willie ''The Lion'' Smith 1950-1953 (Classics Records, 1392)
- 2005 - The Chronological Classics: Mezz Mezzrow 1951-1953 (Classics Records, 1393)
- 2005 - The Chronological Classics: Buck Clayton 1953 (Classics Records, 1394)
- 2005 - The Chronological Classics: Stan Getz 1953 (Classics Records, 1395)
- 2005 - The Chronological Classics: Benny Goodman and His Orchestra 1947 (Classics Records, 1396)
- 2005 - The Chronological Classics: Artie Shaw and His Orchestra 1950 (Classics Records, 1397)
- 2005 - The Chronological Classics: Duke Ellington and His Orchestra 1953 (Classics Records, 1398)
- 2005 - The Chronological Classics: Oscar Peterson 1952, Vol. 2 (Classics Records, 1399)

### The Chronological Classics Series: 1400-1469
(27 décembre 2023).
- 2005 - The Chronological Classics: Benny Carter and His Orchestra 1952-1954 (Classics Records, 1400)
- 2005 - The Chronological Classics: Meade Lux Lewis 1946-1954 (Classics Records, 1401)
- 2005 - The Chronological Classics: Louis Armstrong 1954 (Classics Records, 1402)
- 2005 - The Chronological Classics: Bobby Hackett 1948-1954 (Classics Records, 1403)
- 2005 - The Chronological Classics: Ella Fitzgerald 1953-1954 (Classics Records, 1404)
- 2005 - The Chronological Classics: Muggsy Spanier 1949-1954 (Classics Records, 1405)
- 2005 - The Chronological Classics: Gene Ammons 1951-1953 (Classics Records, 1406)
- 2005 - The Chronological Classics: Benny Goodman and His Orchestra 1947, Vol. 2 (Classics Records, 1407)
- 2005 - The Chronological Classics: Charlie Parker 1952-1954 (Classics Records, 1408)
- 2005 - The Chronological Classics: Oscar Pettiford 1951-1954 (Classics Records, 1409)
- 2006 - The Chronological Classics: James Moody 1951-1954 (Classics Records, 1410)
- 2006 - The Chronological Classics: Art Tatum 1949-1953 (Classics Records, 1411)
- 2006 - The Chronological Classics: Wingy Manone 1944-1946 (Classics Records, 1412)
- 2006 - The Chronological Classics: Artie Shaw and His Orchestra 1951-1954 (Classics Records, 1413)
- 2006 - The Chronological Classics: Don Byas 1952-1953 (Classics Records, 1414)
- 2006 - The Chronological Classics: Beryl Booker 1946-1952 (Classics Records, 1415)
- 2006 - The Chronological Classics: Coleman Hawkins 1953-1954 (Classics Records, 1416)
- 2006 - The Chronological Classics: Mary Lou Williams 1953-1954 (Classics Records, 1417)
- 2006 - The Chronological Classics: Benny Goodman and His Orchestra 1947-1948 (Classics Records, 1418)
- 2006 - The Chronological Classics: Buddy Rich 1950-1955 (Classics Records, 1419)
- 2006 - The Chronological Classics: Tyree Glenn 1947-1952 (Classics Records, 1420)
- 2006 - The Chronological Classics: Johnny Hodges and His Orchestra 1952-1954 (Classics Records, 1421)
- 2006 - The Chronological Classics: Red Norvo 1950-1951 (Classics Records, 1422)
- 2006 - The Chronological Classics: Erroll Garner 1953-1954 (Classics Records, 1423)
- 2006 - The Chronological Classics: Dizzy Gillespie 1953-1954 (Classics Records, 1424)
- 2006 - The Chronological Classics: Benny Goodman and His Orchestra 1948-1949 (Classics Records, 1425)
- 2006 - The Chronological Classics: Oscar Peterson 1952, Vol. 3 (Classics Records, 1426)
- 2007 - The Chronological Classics: Buck Clayton 1953, Vol. 2 (Classics Records, 1427)
- 2007 - The Chronological Classics: Stan Kenton and His Orchestra 1951-1952 (Classics Records, 1428)
- 2007 - The Chronological Classics: Lionel Hampton and His Orchestra 1951-1953 (Classics Records, 1429)
- 2007 - The Chronological Classics: Thelonious Monk 1951-1952 (Classics Records, 1430)
- 2007 - The Chronological Classics: Sidney Bechet 1952, Vol. 2 (Classics Records, 1431)
- 2007 - The Chronological Classics: Duke Ellington and His Orchestra 1953, Vol. 2 (Classics Records, 1432)
- 2007 - The Chronological Classics: Gene Krupa 1953-1954 (Classics Records, 1433)
- 2007 - The Chronological Classics: Joe Bushkin 1940-1946 (Classics Records, 1434)
- 2007 - The Chronological Classics: Stan Getz 1954 (Classics Records, 1435)
- 2007 - The Chronological Classics: Benny Goodman and His Orchestra 1949-1951 (Classics Records, 1436)
- 2007 - The Chronological Classics: Slim Gaillard 1951-1953 (Classics Records, 1437)
- 2007 - The Chronological Classics: Benny Carter 1954 (Classics Records, 1438)
- 2007 - The Chronological Classics: Charlie Barnet and His Orchestra 1940, Vol. 2 (Classics Records, 1439)
- 2007 - The Chronological Classics: Earl Hines 1953-1954 (Classics Records, 1440)
- 2007 - The Chronological Classics: Django Reinhardt 1951-1953 (Classics Records, 1441)
- 2007 - The Chronological Classics: Beryl Booker 1953-1954 (Classics Records, 1442)
- 2007 - The Chronological Classics: Eddie ''Lockjaw'' Davis 1953-1955 (Classics Records, 1443)
- 2007 - The Chronological Classics: Gerald Wilson and His Orchestra 1946-1954 (Classics Records, 1444)
- 2007 - The Chronological Classics: Buddy DeFranco 1949-1952 (Classics Records, 1445)
- 2007 - The Chronological Classics: Count Basie and His Orchestra 1953-1954 (Classics Records, 1446)
- 2007 - The Chronological Classics: Erroll Garner 1954 (Classics Records, 1447)
- 2007 - The Chronological Classics: Hazel Scott 1946-1947 (Classics Records, 1448)
- 2007 - The Chronological Classics: Mezz Mezzrow 1953-1954 (Classics Records, 1449)
- 2007 - The Chronological Classics: Benny Goodman and His Orchestra 1951-1952 (Classics Records, 1450)
- 2008 - The Chronological Classics: Illinois Jacquet 1953-1955 (Classics Records, 1451)
- 2008 - The Chronological Classics: Bud Powell 1953-1954 (Classics Records, 1452)
- 2008 - The Chronological Classics: Jess Stacy 1951-1956 (Classics Records, 1453)
- 2008 - The Chronological Classics: Oscar Peterson 1954-1955 (Classics Records, 1454)
- 2008 - The Chronological Classics: Harry James and His Orchestra 1946-1947 (Classics Records, 1455)
- 2008 - The Chronological Classics: Oscar Peterson 1952-1953 (Classics Records, 1456)
- 2008 - The Chronological Classics: Ella Fitzgerald 1954-1955 (Classics Records, 1457)
- 2008 - The Chronological Classics: Ben Webster 1953-1954 (Classics Records, 1458)
- 2008 - The Chronological Classics: Joe Bushkin 1947-1950 (Classics Records, 1459)
- 2008 - The Chronological Classics: Lucky Millinder and His Orchestra 1951-1960 (Classics Records, 1460)
- 2008 - The Chronological Classics: Stan Kenton and His Orchestra 1952-1953 (Classics Records, 1461)
- 2008 - The Chronological Classics: Red Nichols 1930-1931 (Classics Records, 1462)
- 2008 - The Chronological Classics: Wardell Gray 1950-1955 (Classics Records, 1463)
- 2008 - The Chronological Classics: Eddie Condon 1954-1955 (Classics Records, 1464)
- 2008 - The Chronological Classics: Benny Goodman and His Orchestra 1952-1954 (Classics Records, 1465)
- 2008 - The Chronological Classics: Sonny Rollins 1951-1954 (Classics Records, 1466)
- 2008 - The Chronological Classics: Buddy DeFranco 1952-1953 (Classics Records, 1467)
- 2008 - The Chronological Classics: Pearl Bailey 1950-1953 (Classics Records, 1468)
- 2008 - The Chronological Classics: Tommy Dorsey 1939-1940 (Classics Records, 1469)